# Temporada 2025 de MotoGP
La temporada 2025 de MotoGP es la 77.ª edición de la categoría principal del Campeonato del Mundo de Motociclismo. Constará de 22 carreras, siendo esta la edición más larga celebrada. Da comienzo el 2 de marzo en Tailandia, en el Circuito Internacional de Chang y concluye el 16 de noviembre en el Circuito Ricardo Tormo en Valencia, España.

## Calendario
El calendario provisional fue anunciado el 26 de septiembre de 2024.
| Ronda                                                | Gran Premio                            | Circuito                                                            | Fecha                    |
| ---------------------------------------------------- | -------------------------------------- | ------------------------------------------------------------------- | ------------------------ |
| 1                                                    | Gran Premio de Tailandia               | Circuito Internacional de Chang, Buriram                            | 28 de febrero-2 de marzo |
| 2                                                    | Gran Premio de Argentina               | Autódromo Internacional de Termas de Río Hondo, Santiago del Estero | 14-16 de marzo           |
| 3                                                    | Gran Premio de las Américas            | Circuito de las Américas, Austin                                    | 28-30 de marzo           |
| 4                                                    | Gran Premio de Catar                   | Circuito Internacional de Losail, Lusail                            | 11-13 de abril           |
| 5                                                    | Gran Premio de España                  | Circuito de Jerez, Jerez de la Frontera                             | 25-27 de abril           |
| 6                                                    | Gran Premio de Francia                 | Circuito de Bugatti, Le Mans                                        | 9-11 de mayo             |
| 7                                                    | Gran Premio del Reino Unido            | Circuito de Silverstone, Silverstone                                | 23-25 de mayo            |
| 8                                                    | Gran Premio de Aragón                  | Motorland Aragón, Alcañiz                                           | 6-8 de junio             |
| 9                                                    | Gran Premio de Italia                  | Autódromo Internacional del Mugello, Scarperia                      | 20-22 de junio           |
| 10                                                   | Gran Premio de los Países Bajos        | Circuito de Assen, Assen                                            | 27-29 de junio           |
| 11                                                   | Gran Premio de Alemania                | Sachsenring, Hohenstein-Ernstthal                                   | 11-13 de julio           |
| 12                                                   | Gran Premio de la República Checa      | Autódromo de Brno, Brno                                             | 18-20 de julio           |
| 13                                                   | Gran Premio de Austria                 | Red Bull Ring, Spielberg                                            | 15-17 de agosto          |
| 14                                                   | Gran Premio de Hungría                 | Circuito de Balaton Park, Balatonfőkajár                            | 22-24 de agosto          |
| 15                                                   | Gran Premio de Cataluña                | Circuito de Barcelona-Cataluña, Montmeló                            | 5-7 de septiembre        |
| 16                                                   | Gran Premio de San Marino              | Misano World Circuit Marco Simoncelli, Misano Adriatico             | 12-14 de septiembre      |
| 17                                                   | Gran Premio de Japón                   | Mobility Resort Motegi, Motegi                                      | 26-28 de septiembre      |
| 18                                                   | Gran Premio de Indonesia               | Circuito Urbano Internacional de Mandalika, Lombok                  | 3-5 de octubre           |
| 19                                                   | Gran Premio de Australia               | Circuito de Phillip Island, Isla Phillip                            | 17-19 de octubre         |
| 20                                                   | Gran Premio de Malasia                 | Circuito Internacional de Sepang, Sepang                            | 24-26 de octubre         |
| 21                                                   | Gran Premio de Portugal                | Autódromo Internacional do Algarve, Portimão                        | 7-9 de noviembre         |
| 22                                                   | Gran Premio de la Comunidad Valenciana | Circuito Ricardo Tormo, Valencia                                    | 14-16 de noviembre       |
| Notas: Actualizado al 26 de septiembre de 2024 1. 2. |                                        |                                                                     |                          |

### Cambios en el calendario
- El Gran Premio de Tailandia se convierte en la apertura del campeonato al ser adelantado al inicio de marzo,[2] con ello el Gran Premio de Catar pierde esa condición al ser retrasado a abril debido a que en marzo el país estará inmerso en el Ramadán.
- Se modifica los meses de disputa de los Grandes Premios de Gran Bretaña que pasa de agosto a mayo, de Portugal que se disputará en noviembre tras hacerlo en marzo y se alternan entre Aragón y Cataluña los meses de junio y septiembre.
- Pendiente a la homologación por la FIM, el Gran Premio de Hungría aparece en el calendario para disputarse en Balaton Park, suponiendo el retorno del campeonato del mundo a Hungría por primera vez desde 1992.[3]
- Se recupera el Gran Premio de Argentina no disputado en 2024 por la situación económica del país.
- El Gran Premio de la República Checa volverá al campeonato después de dejarse de celebrar en 2020.[4]
- El Gran Premio de Kazajistán no aparece ni siquiera en el calendario provisional tras las cancelaciones de 2023 y 2024. Tampoco lo hace el Gran Premio de la India que fue también cancelado en 2024, aunque si se disputó en 2023, y se asegura un posible retorno para 2026.[5]
- Desaparece el Gran Premio de Emilia-Romaña tras disputarse en 2024 debido a las cancelaciones durante esta temporada.

## Equipos y pilotos en MotoGP

### Pilotos participantes
| Equipos de fábrica                | Equipos de fábrica | Equipos de fábrica      | Equipos de fábrica | Equipos de fábrica    | Equipos de fábrica |
| Equipo                            | Constructor        | Moto                    | N.º                | Piloto                | Rondas             |
| --------------------------------- | ------------------ | ----------------------- | ------------------ | --------------------- | ------------------ |
| Aprilia Racing                    | Aprilia            | Aprilia RS-GP25         | 1                  | Jorge Martín          | 4, 12-13           |
| Aprilia Racing                    | Aprilia            | Aprilia RS-GP25         | 32                 | Lorenzo Savadori      | 1-3, 5-11          |
| Aprilia Racing                    | Aprilia            | Aprilia RS-GP25         | 72                 | Marco Bezzecchi       | 1-13               |
| Ducati Lenovo Team                | Ducati             | Ducati Desmosedici GP25 | 63                 | Francesco Bagnaia     | 1-13               |
| Ducati Lenovo Team                | Ducati             | Ducati Desmosedici GP25 | 93                 | Marc Márquez          | 1-13               |
| Honda HRC Castrol                 | Honda              | Honda RC213V            | 10                 | Luca Marini           | 1-7, 11-13         |
| Honda HRC Castrol                 | Honda              | Honda RC213V            | 30                 | Takaaki Nakagami      | 9                  |
| Honda HRC Castrol                 | Honda              | Honda RC213V            | 36                 | Joan Mir              | 1-13               |
| Honda HRC Castrol                 | Honda              | Honda RC213V            | 41                 | Aleix Espargaró       | 10                 |
| HRC Test Team                     | Honda              | Honda RC213V            | 30                 | Takaaki Nakagami      | 6                  |
| HRC Test Team                     | Honda              | Honda RC213V            | 41                 | Aleix Espargaró       | 5, 7               |
| Red Bull KTM Factory Racing       | KTM                | KTM RC16                | 33                 | Brad Binder           | 1-13               |
| Red Bull KTM Factory Racing       | KTM                | KTM RC16                | 37                 | Pedro Acosta          | 1-13               |
| Monster Energy Yamaha MotoGP      | Yamaha             | Yamaha YZR-M1           | 20                 | Fabio Quartararo      | 1-13               |
| Monster Energy Yamaha MotoGP      | Yamaha             | Yamaha YZR-M1           | 42                 | Álex Rins             | 1-13               |
| Yamaha Factory Racing             | Yamaha             | Yamaha YZR-M1           | 7                  | Augusto Fernández     | 8, 12              |
| Equipos independientes            |                    |                         |                    |                       |                    |
| Equipo                            | Constructor        | Moto                    | N.º                | Piloto                | Rondas             |
| Trackhouse MotoGP Team            | Aprilia            | Aprilia RS-GP           | 25                 | Raúl Fernández        | 1-13               |
| Trackhouse MotoGP Team            | Aprilia            | Aprilia RS-GP           | 79                 | Ai Ogura              | 1-7, 9-13          |
| Pertamina Enduro VR46 Racing Team | Ducati             | Ducati Desmosedici GP24 | 21                 | Franco Morbidelli     | 1-11, 13           |
| Pertamina Enduro VR46 Racing Team | Ducati             | Ducati Desmosedici GP25 | 49                 | Fabio Di Giannantonio | 1-13               |
| BK8 Gresini Racing MotoGP         | Ducati             | Ducati Desmosedici GP24 | 54                 | Fermín Aldeguer       | 1-13               |
| BK8 Gresini Racing MotoGP         | Ducati             | Ducati Desmosedici GP24 | 73                 | Álex Márquez          | 1-13               |
| LCR Honda Castrol                 | Honda              | Honda RC213V            | 5                  | Johann Zarco          | 1-13               |
| LCR Honda IDEMITSU                | Honda              | Honda RC213V            | 30                 | Takaaki Nakagami      | 12                 |
| LCR Honda IDEMITSU                | Honda              | Honda RC213V            | 35                 | Somkiat Chantra       | 1-5, 7-10          |
| Red Bull KTM Tech3                | KTM                | KTM RC16                | 12                 | Maverick Viñales      | 1-11, 13           |
| Red Bull KTM Tech3                | KTM                | KTM RC16                | 23                 | Enea Bastianini       | 1-13               |
| Red Bull KTM Tech3                | KTM                | KTM RC16                | 44                 | Pol Espargaró         | 12                 |
| Prima Pramac Yamaha               | Yamaha             | Yamaha YZR-M1           | 7                  | Augusto Fernández     | 3-5                |
| Prima Pramac Yamaha               | Yamaha             | Yamaha YZR-M1           | 43                 | Jack Miller           | 1-13               |
| Prima Pramac Yamaha               | Yamaha             | Yamaha YZR-M1           | 88                 | Miguel Oliveira       | 1-2, 6-13          |

| Leyenda             |
| ------------------- |
| Piloto regular      |
| Piloto novato       |
| Piloto invitado     |
| Piloto de reemplazo |

#### Cambios de pilotos
- Fermín Aldeguer sube a MotoGP de la mano de Ducati, tras estar tres temporadas en Moto2 vinculado al equipo Speed Up.[35] En agosto se confirmó que debutaría con Gresini Racing.
- Aleix Espargaró, piloto de Aprilia Racing desde 2022 (desde 2017, si contamos la antigua relación de la marca con Gresini), ha anunciado su retiro del motociclismo a tiempo completo tras 14 temporadas completas disputadas en la categoría reina.[36]
- Pedro Acosta, piloto de Red Bull GasGas Tech3 en 2024, ha sido ascendido al equipo oficial de Red Bull KTM Factory Racing con un contrato multianual.[18]
- Jorge Martín deja el equipo Pramac tras cuatro años para irse a Aprilia Racing tras la retirada de su amigo Aleix, tras la pasividad de Ducati de ascenderle al equipo oficial.[6]
- Marc Márquez ficha por Ducati por las próximas dos temporadas, dejando Gresini tras una temporada.[9]
- Enea Bastianini y Maverick Viñales pilotarán las KTM oficiales del Red Bull KTM Tech3 tras sus marchas de Ducati y Aprilia, respectivamente.[30]
- Marco Bezzecchi ficha por Aprilia Racing en sustitución de Maverick por dos temporadas, dejando el VR46 Racing Team.[7]
- Fabio Di Giannantonio firma un contrato de fábrica con Ducati, continuando en el VR46 Racing Team con una moto oficial.
- Ai Ogura da el salto a MotoGP con el equipo Trackhouse Racing MotoGP y Aprilia en un contrato hasta 2026.[23]
- Franco Morbidelli llega al VR46 Racing Team tras una sola temporada en el Pramac Racing.
- Somkiat Chantra[29] asciende al LCR Honda IDEMITSU, sustituyendo a Takaaki Nakagami, que ocupará un rol de desarrollador en la fábirca de Honda.[37]
- Miguel Oliveira y Jack Miller fichan como pilotos de Yamaha compitiendo para el equipo Pramac Racing para la temporada 2025.

#### Cambios de equipos
- Tras una alianza inmemorable de 30 temporadas, el equipo Repsol Honda Team desaparece al separarse la petrolera Repsol de la marca Honda Racing Corporation.[38] En sustitución de Repsol, Honda anuncia que la petrolera Castrol será su nuevo patrocinador.[10]
- GasGas dejará de patrocinar al equipo Tech3 tras dos años de alianza. El equipo galo correrá bajo colores de Red Bull, como las motos oficiales.[30]
- Pramac Racing dejará de montar motos Ducati tras 20 años para pasar a montar motos Yamaha.[39]
- El VR46 Racing Team dispondrá de una de las Ducati oficiales, además de una del año anterior, tras la alianza de Pramac Racing con Yamaha.

### Pilotos de pruebas
Cada fábrica cuenta con uno o varios pilotos de pruebas que se encargan de desarrollar la moto y participar en los test oficiales y privados que los equipos tienen a su disposición a lo largo de la temporada. Para la temporada 2025, Honda y Yamaha cuentan con más días de test al disfrutar de concesiones.
| Constructor | N.º | Piloto            |
| ----------- | --- | ----------------- |
| Aprilia     | 32  | Lorenzo Savadori  |
| Ducati      | 51  | Michele Pirro     |
| Honda       | 6   | Stefan Bradl      |
| Honda       | 30  | Takaaki Nakagami  |
| Honda       | 41  | Aleix Espargaró   |
| KTM         | 26  | Dani Pedrosa      |
| KTM         | 44  | Pol Espargaró     |
| Yamaha      | 04  | Andrea Dovizioso  |
| Yamaha      | 7   | Augusto Fernández |

#### Cambios de pilotos de pruebas
- Honda anuncia que Aleix Espargaró y Takaaki Nakagami se unirán como pilotos de pruebas tras sus retiradas como pilotos a tiempo completo.[41][42]
- Yamaha anuncia a Augusto Fernández como piloto de pruebas de cara a 2025 tras quedarse sin asiento como piloto a tiempo completo.[43]
- Tras finalizar su contrato como piloto probador de KTM, Jonas Folger, no se anuncia la renovación de cara a 2025.

## Pretemporada
Los test de pretemporada tienen lugar en los meses de noviembre y febrero. El primero se realizó en España, en el circuito de Barcelona, mientras los segundos se realizan en el continente asiático, en los circuitos de Sepang y de Chang.
Además antes del test de realizado en Sepang, se realiza otro test denominado Shakedown, también en Sepang, donde únicamente pueden participar los pilotos probadores, los novatos y los pilotos de las fábricas con concesiones, en esta caso de Honda y de Yamaha.
| N.º | Circuito                                           | Mapa del circuito                       | Resultados      | Resultados        | Resultados                        | Resultados   | Resultados   | Resultados |
| --- | -------------------------------------------------- | --------------------------------------- | --------------- | ----------------- | --------------------------------- | ------------ | ------------ | ---------- |
| 1   | Circuito de Barcelona-Cataluña Longitud: 4,675 km  |                                         | Fecha           | Fecha             | Piloto                            | Equipo       | Mejor tiempo | Vueltas    |
| 1   | Circuito de Barcelona-Cataluña Longitud: 4,675 km  | Día 1                                   | 19 de noviembre | Álex Márquez      | BK8 Gresini Racing MotoGP         | 1:38.803     | 36/61        |            |
| 1   | Circuito de Barcelona-Cataluña Longitud: 4,675 km  | Resultados completos: Día 1             |                 |                   |                                   |              |              |            |
| 2   | Sepang International Circuit Longitud: 5,543 km    |                                         | Shakedown       | Shakedown         | Shakedown                         | Shakedown    | Shakedown    | Shakedown  |
| 2   | Sepang International Circuit Longitud: 5,543 km    | Fecha                                   | Fecha           | Piloto            | Equipo                            | Mejor tiempo | Vueltas      |            |
| 2   | Sepang International Circuit Longitud: 5,543 km    | Día 1                                   | 31 de enero     | Pol Espargaró     | Red Bull KTM Factory Racing       | 1:59.691     |              |            |
| 2   | Sepang International Circuit Longitud: 5,543 km    | Día 2                                   | 1 de febrero    | Álex Rins         | Monster Energy Yamaha MotoGP      | 1:58.745     |              |            |
| 2   | Sepang International Circuit Longitud: 5,543 km    | Día 3                                   | 2 de febrero    | Fabio Quartararo  | Monster Energy Yamaha MotoGP      | 1:57.794     |              |            |
| 2   | Sepang International Circuit Longitud: 5,543 km    | Resultados completos: Día 1 Día 2 Día 3 |                 |                   |                                   |              |              |            |
| 3   | Sepang International Circuit Longitud: 5,543 km    | Fecha                                   | Fecha           | Piloto            | Equipo                            | Mejor tiempo | Vueltas      |            |
| 3   | Sepang International Circuit Longitud: 5,543 km    | Día 1                                   | 5 de febrero    | Fabio Quartararo  | Monster Energy Yamaha MotoGP      | 1:57.555     | 50/54        |            |
| 3   | Sepang International Circuit Longitud: 5,543 km    | Día 2                                   | 6 de febrero    | Franco Morbidelli | Pertamina Enduro VR46 Racing Team | 1:57.210     | 18/57        |            |
| 3   | Sepang International Circuit Longitud: 5,543 km    | Día 3                                   | 7 de febrero    | Álex Márquez      | BK8 Gresini Racing MotoGP         | 1:56.493     | 15/50        |            |
| 3   | Sepang International Circuit Longitud: 5,543 km    | Resultados completos: Día 1 Día 2Día 3  |                 |                   |                                   |              |              |            |
| 4   | Circuito Internacional de Chang Longitud: 4,554 km |                                         | Fecha           | Fecha             | Piloto                            | Equipo       | Mejor tiempo | Vueltas    |
| 4   | Circuito Internacional de Chang Longitud: 4,554 km | Día 1                                   | 12 de febrero   | Marc Márquez      | Ducati Lenovo Team                | 1:29.184     | 46/47        |            |
| 4   | Circuito Internacional de Chang Longitud: 4,554 km | Día 2                                   | 13 de febrero   | Marc Márquez      | Ducati Lenovo Team                | 1:28.855     | 28/39        |            |
| 4   | Circuito Internacional de Chang Longitud: 4,554 km | Resultados completos: Día 1 Día 2       |                 |                   |                                   |              |              |            |

## Resultados por Gran Premio
| Ronda | Fecha                    | Gran Premio | Mapa del circuito                                                          | Resultados                   | Resultados        | Resultados                   | Resultados   |
| ----- | ------------------------ | --- | -------------------------------------------------------------------------- | ---------------------------- | ----------------- | ---------------------------- | ------------ |
| 1     | 28 de febrero-2 de marzo | Gran Premio de Tailandia Circuito Internacional de Chang Longitud: 4,554 km Vueltas: 26 Distancia de carrera: 118,404 km Ganador 2024: Francesco Bagnaia - Ducati Lenovo Team                                |                                                                            | FP1                          | Marc Márquez      | Sprint Race                  | Marc Márquez |
| 1     | 28 de febrero-2 de marzo | Gran Premio de Tailandia Circuito Internacional de Chang Longitud: 4,554 km Vueltas: 26 Distancia de carrera: 118,404 km Ganador 2024: Francesco Bagnaia - Ducati Lenovo Team                                | PR                                                                         | Álex Márquez                 | Warm Up           | Marc Márquez                 |              |
| 1     | 28 de febrero-2 de marzo | Gran Premio de Tailandia Circuito Internacional de Chang Longitud: 4,554 km Vueltas: 26 Distancia de carrera: 118,404 km Ganador 2024: Francesco Bagnaia - Ducati Lenovo Team                                | FP2                                                                        | Franco Morbidelli            | Ganador           | Marc Márquez                 |              |
| 1     | 28 de febrero-2 de marzo | Gran Premio de Tailandia Circuito Internacional de Chang Longitud: 4,554 km Vueltas: 26 Distancia de carrera: 118,404 km Ganador 2024: Francesco Bagnaia - Ducati Lenovo Team                                | Q1                                                                         | Francesco Bagnaia            | 2.o puesto        | Álex Márquez                 |              |
| 1     | 28 de febrero-2 de marzo | Gran Premio de Tailandia Circuito Internacional de Chang Longitud: 4,554 km Vueltas: 26 Distancia de carrera: 118,404 km Ganador 2024: Francesco Bagnaia - Ducati Lenovo Team                                | Q1                                                                         | Jack Miller                  | 3.er puesto       | Francesco Bagnaia            |              |
| 1     | 28 de febrero-2 de marzo | Gran Premio de Tailandia Circuito Internacional de Chang Longitud: 4,554 km Vueltas: 26 Distancia de carrera: 118,404 km Ganador 2024: Francesco Bagnaia - Ducati Lenovo Team                                | Pole Position                                                              | Marc Márquez (1:28.782)      | Vuelta rápida     | Marc Márquez (1:30.637)      |              |
| 1     | 28 de febrero-2 de marzo | Gran Premio de Tailandia Circuito Internacional de Chang Longitud: 4,554 km Vueltas: 26 Distancia de carrera: 118,404 km Ganador 2024: Francesco Bagnaia - Ducati Lenovo Team                                | Resultados completos: Entrenamientos \| Clasificación \| Sprint \| Carrera |                              |                   |                              |              |
| 2     | 14-16 de marzo           | Gran Premio de la República Argentina Autódromo Internacional de Termas de Río Hondo Longitud: 4,806 km Vueltas: 25 Distancia de carrera: 120,15 km Ganador 2023: Marco Bezzecchi - Mooney VR46 Racing Team  |                                                                            | FP1                          | Marc Márquez      | Sprint Race                  | Marc Márquez |
| 2     | 14-16 de marzo           | Gran Premio de la República Argentina Autódromo Internacional de Termas de Río Hondo Longitud: 4,806 km Vueltas: 25 Distancia de carrera: 120,15 km Ganador 2023: Marco Bezzecchi - Mooney VR46 Racing Team  | PR                                                                         | Marc Márquez                 | Warm Up           | Marc Márquez                 |              |
| 2     | 14-16 de marzo           | Gran Premio de la República Argentina Autódromo Internacional de Termas de Río Hondo Longitud: 4,806 km Vueltas: 25 Distancia de carrera: 120,15 km Ganador 2023: Marco Bezzecchi - Mooney VR46 Racing Team  | FP2                                                                        | Álex Márquez                 | Ganador           | Marc Márquez                 |              |
| 2     | 14-16 de marzo           | Gran Premio de la República Argentina Autódromo Internacional de Termas de Río Hondo Longitud: 4,806 km Vueltas: 25 Distancia de carrera: 120,15 km Ganador 2023: Marco Bezzecchi - Mooney VR46 Racing Team  | Q1                                                                         | Franco Morbidelli            | 2.o puesto        | Álex Márquez                 |              |
| 2     | 14-16 de marzo           | Gran Premio de la República Argentina Autódromo Internacional de Termas de Río Hondo Longitud: 4,806 km Vueltas: 25 Distancia de carrera: 120,15 km Ganador 2023: Marco Bezzecchi - Mooney VR46 Racing Team  | Q1                                                                         | Joan Mir                     | 3.er puesto       | Franco Morbidelli            |              |
| 2     | 14-16 de marzo           | Gran Premio de la República Argentina Autódromo Internacional de Termas de Río Hondo Longitud: 4,806 km Vueltas: 25 Distancia de carrera: 120,15 km Ganador 2023: Marco Bezzecchi - Mooney VR46 Racing Team  | Pole Position                                                              | Marc Márquez (1:36.917)      | Vuelta rápida     | Marc Márquez (1:38.243)      |              |
| 2     | 14-16 de marzo           | Gran Premio de la República Argentina Autódromo Internacional de Termas de Río Hondo Longitud: 4,806 km Vueltas: 25 Distancia de carrera: 120,15 km Ganador 2023: Marco Bezzecchi - Mooney VR46 Racing Team  | Resultados completos: Entrenamientos \| Clasificación \| Sprint \| Carrera |                              |                   |                              |              |
| 3     | 28-30 de marzo           | Gran Premio de las Américas Circuito de las Américas Longitud: 5,513 km Vueltas: 20 Distancia de carrera: 110,26 km Ganador 2024: Maverick Viñales - Aprilia Racing                                          |                                                                            | FP1                          | Franco Morbidelli | Sprint Race                  | Marc Márquez |
| 3     | 28-30 de marzo           | Gran Premio de las Américas Circuito de las Américas Longitud: 5,513 km Vueltas: 20 Distancia de carrera: 110,26 km Ganador 2024: Maverick Viñales - Aprilia Racing                                          | PR                                                                         | Marc Márquez                 | Warm Up           | Marc Márquez                 |              |
| 3     | 28-30 de marzo           | Gran Premio de las Américas Circuito de las Américas Longitud: 5,513 km Vueltas: 20 Distancia de carrera: 110,26 km Ganador 2024: Maverick Viñales - Aprilia Racing                                          | FP2                                                                        | Marc Márquez                 | Ganador           | Francesco Bagnaia            |              |
| 3     | 28-30 de marzo           | Gran Premio de las Américas Circuito de las Américas Longitud: 5,513 km Vueltas: 20 Distancia de carrera: 110,26 km Ganador 2024: Maverick Viñales - Aprilia Racing                                          | Q1                                                                         | Luca Marini                  | 2.o puesto        | Álex Márquez                 |              |
| 3     | 28-30 de marzo           | Gran Premio de las Américas Circuito de las Américas Longitud: 5,513 km Vueltas: 20 Distancia de carrera: 110,26 km Ganador 2024: Maverick Viñales - Aprilia Racing                                          | Q1                                                                         | Fabio Quartararo             | 3.er puesto       | Fabio Di Giannantonio        |              |
| 3     | 28-30 de marzo           | Gran Premio de las Américas Circuito de las Américas Longitud: 5,513 km Vueltas: 20 Distancia de carrera: 110,26 km Ganador 2024: Maverick Viñales - Aprilia Racing                                          | Pole Position                                                              | Marc Márquez (2:01.088)      | Vuelta rápida     | Marc Márquez (2:02.221)      |              |
| 3     | 28-30 de marzo           | Gran Premio de las Américas Circuito de las Américas Longitud: 5,513 km Vueltas: 20 Distancia de carrera: 110,26 km Ganador 2024: Maverick Viñales - Aprilia Racing                                          | Resultados completos: Entrenamientos \| Clasificación \| Sprint \| Carrera |                              |                   |                              |              |
| 4     | 11-13 de abril           | Gran Premio de Catar Circuito de Losail Longitud: 5,380 km Vueltas: 22 Distancia de carrera: 118,36 km Ganador 2024: Francesco Bagnaia - Ducati Lenovo Team                                                  |                                                                            | FP1                          | Marc Márquez      | Sprint Race                  | Marc Márquez |
| 4     | 11-13 de abril           | Gran Premio de Catar Circuito de Losail Longitud: 5,380 km Vueltas: 22 Distancia de carrera: 118,36 km Ganador 2024: Francesco Bagnaia - Ducati Lenovo Team                                                  | PR                                                                         | Franco Morbidelli            | Warm Up           | Marc Márquez                 |              |
| 4     | 11-13 de abril           | Gran Premio de Catar Circuito de Losail Longitud: 5,380 km Vueltas: 22 Distancia de carrera: 118,36 km Ganador 2024: Francesco Bagnaia - Ducati Lenovo Team                                                  | FP2                                                                        | Marc Márquez                 | Ganador           | Marc Márquez                 |              |
| 4     | 11-13 de abril           | Gran Premio de Catar Circuito de Losail Longitud: 5,380 km Vueltas: 22 Distancia de carrera: 118,36 km Ganador 2024: Francesco Bagnaia - Ducati Lenovo Team                                                  | Q1                                                                         | Ai Ogura                     | 2.o puesto        | Francesco Bagnaia            |              |
| 4     | 11-13 de abril           | Gran Premio de Catar Circuito de Losail Longitud: 5,380 km Vueltas: 22 Distancia de carrera: 118,36 km Ganador 2024: Francesco Bagnaia - Ducati Lenovo Team                                                  | Q1                                                                         | Álex Rins                    | 3.er puesto       | Franco Morbidelli            |              |
| 4     | 11-13 de abril           | Gran Premio de Catar Circuito de Losail Longitud: 5,380 km Vueltas: 22 Distancia de carrera: 118,36 km Ganador 2024: Francesco Bagnaia - Ducati Lenovo Team                                                  | Pole Position                                                              | Marc Márquez (1:50.499)      | Vuelta rápida     | Marc Márquez (1:52.561)      |              |
| 4     | 11-13 de abril           | Gran Premio de Catar Circuito de Losail Longitud: 5,380 km Vueltas: 22 Distancia de carrera: 118,36 km Ganador 2024: Francesco Bagnaia - Ducati Lenovo Team                                                  | Resultados completos: Entrenamientos \| Clasificación \| Sprint \| Carrera |                              |                   |                              |              |
| 5     | 25-27 de abril           | Gran Premio de España Circuito de Jerez-Ángel Nieto Longitud: 4,423 km Vueltas: 25 Distancia de carrera: 110,575 km Ganador 2024: Francesco Bagnaia - Ducati Lenovo Team                                     |                                                                            | FP1                          | Álex Márquez      | Sprint Race                  | Marc Márquez |
| 5     | 25-27 de abril           | Gran Premio de España Circuito de Jerez-Ángel Nieto Longitud: 4,423 km Vueltas: 25 Distancia de carrera: 110,575 km Ganador 2024: Francesco Bagnaia - Ducati Lenovo Team                                     | PR                                                                         | Álex Márquez                 | Warm Up           | Marc Márquez                 |              |
| 5     | 25-27 de abril           | Gran Premio de España Circuito de Jerez-Ángel Nieto Longitud: 4,423 km Vueltas: 25 Distancia de carrera: 110,575 km Ganador 2024: Francesco Bagnaia - Ducati Lenovo Team                                     | FP2                                                                        | Marc Márquez                 | Ganador           | Álex Márquez                 |              |
| 5     | 25-27 de abril           | Gran Premio de España Circuito de Jerez-Ángel Nieto Longitud: 4,423 km Vueltas: 25 Distancia de carrera: 110,575 km Ganador 2024: Francesco Bagnaia - Ducati Lenovo Team                                     | Q1                                                                         | Maverick Viñales             | 2.o puesto        | Fabio Quartararo             |              |
| 5     | 25-27 de abril           | Gran Premio de España Circuito de Jerez-Ángel Nieto Longitud: 4,423 km Vueltas: 25 Distancia de carrera: 110,575 km Ganador 2024: Francesco Bagnaia - Ducati Lenovo Team                                     | Q1                                                                         | Marco Bezzecchi              | 3.er puesto       | Francesco Bagnaia            |              |
| 5     | 25-27 de abril           | Gran Premio de España Circuito de Jerez-Ángel Nieto Longitud: 4,423 km Vueltas: 25 Distancia de carrera: 110,575 km Ganador 2024: Francesco Bagnaia - Ducati Lenovo Team                                     | Pole Position                                                              | Fabio Quartararo (1:35.610)  | Vuelta rápida     | Álex Márquez (1:37.349)      |              |
| 5     | 25-27 de abril           | Gran Premio de España Circuito de Jerez-Ángel Nieto Longitud: 4,423 km Vueltas: 25 Distancia de carrera: 110,575 km Ganador 2024: Francesco Bagnaia - Ducati Lenovo Team                                     | Resultados completos: Entrenamientos \| Clasificación \| Sprint \| Carrera |                              |                   |                              |              |
| 6     | 9-11 de mayo             | Gran Premio de Francia Circuito de Bugatti Longitud: 4,185 km Vueltas: 27 Distancia de carrera: 112,995 km Ganador 2024: Jorge Martín - Prima Pramac Racing                                                  |                                                                            | FP1                          | Marc Márquez      | Sprint Race                  | Marc Márquez |
| 6     | 9-11 de mayo             | Gran Premio de Francia Circuito de Bugatti Longitud: 4,185 km Vueltas: 27 Distancia de carrera: 112,995 km Ganador 2024: Jorge Martín - Prima Pramac Racing                                                  | PR                                                                         | Marc Márquez                 | Warm Up           | Joan Mir                     |              |
| 6     | 9-11 de mayo             | Gran Premio de Francia Circuito de Bugatti Longitud: 4,185 km Vueltas: 27 Distancia de carrera: 112,995 km Ganador 2024: Jorge Martín - Prima Pramac Racing                                                  | FP2                                                                        | Fabio Quartararo             | Ganador           | Johann Zarco                 |              |
| 6     | 9-11 de mayo             | Gran Premio de Francia Circuito de Bugatti Longitud: 4,185 km Vueltas: 27 Distancia de carrera: 112,995 km Ganador 2024: Jorge Martín - Prima Pramac Racing                                                  | Q1                                                                         | Johann Zarco                 | 2.o puesto        | Marc Márquez                 |              |
| 6     | 9-11 de mayo             | Gran Premio de Francia Circuito de Bugatti Longitud: 4,185 km Vueltas: 27 Distancia de carrera: 112,995 km Ganador 2024: Jorge Martín - Prima Pramac Racing                                                  | Q1                                                                         | Raúl Fernández               | 3.er puesto       | Fermín Aldeguer              |              |
| 6     | 9-11 de mayo             | Gran Premio de Francia Circuito de Bugatti Longitud: 4,185 km Vueltas: 27 Distancia de carrera: 112,995 km Ganador 2024: Jorge Martín - Prima Pramac Racing                                                  | Pole Position                                                              | Fabio Quartararo (1:29.324)  | Vuelta rápida     | Álex Márquez (1:34.187)      |              |
| 6     | 9-11 de mayo             | Gran Premio de Francia Circuito de Bugatti Longitud: 4,185 km Vueltas: 27 Distancia de carrera: 112,995 km Ganador 2024: Jorge Martín - Prima Pramac Racing                                                  | Resultados completos: Entrenamientos \| Clasificación \| Sprint \| Carrera |                              |                   |                              |              |
| 7     | 23-25 de mayo            | Gran Premio del Reino Unido Silverstone Longitud: 5,900 km Vueltas: 20 Distancia de carrera: 118 km Ganador 2024: Enea Bastianini - Ducati Lenovo Team                                                       |                                                                            | FP1                          | Marc Márquez      | Sprint Race                  | Álex Márquez |
| 7     | 23-25 de mayo            | Gran Premio del Reino Unido Silverstone Longitud: 5,900 km Vueltas: 20 Distancia de carrera: 118 km Ganador 2024: Enea Bastianini - Ducati Lenovo Team                                                       | PR                                                                         | Álex Márquez                 | Warm Up           | Raúl Fernández               |              |
| 7     | 23-25 de mayo            | Gran Premio del Reino Unido Silverstone Longitud: 5,900 km Vueltas: 20 Distancia de carrera: 118 km Ganador 2024: Enea Bastianini - Ducati Lenovo Team                                                       | FP2                                                                        | Fabio Quartararo             | Ganador           | Marco Bezzecchi              |              |
| 7     | 23-25 de mayo            | Gran Premio del Reino Unido Silverstone Longitud: 5,900 km Vueltas: 20 Distancia de carrera: 118 km Ganador 2024: Enea Bastianini - Ducati Lenovo Team                                                       | Q1                                                                         | Luca Marini                  | 2.o puesto        | Johann Zarco                 |              |
| 7     | 23-25 de mayo            | Gran Premio del Reino Unido Silverstone Longitud: 5,900 km Vueltas: 20 Distancia de carrera: 118 km Ganador 2024: Enea Bastianini - Ducati Lenovo Team                                                       | Q1                                                                         | Luca Marini                  | 3.er puesto       | Marc Márquez                 |              |
| 7     | 23-25 de mayo            | Gran Premio del Reino Unido Silverstone Longitud: 5,900 km Vueltas: 20 Distancia de carrera: 118 km Ganador 2024: Enea Bastianini - Ducati Lenovo Team                                                       | Pole Position                                                              | Fabio Quartararo (1:57.233)  | Vuelta rápida     | Marco Bezzecchi (1:59.770)   |              |
| 7     | 23-25 de mayo            | Gran Premio del Reino Unido Silverstone Longitud: 5,900 km Vueltas: 20 Distancia de carrera: 118 km Ganador 2024: Enea Bastianini - Ducati Lenovo Team                                                       | Resultados completos: Entrenamientos \| Clasificación \| Sprint \| Carrera |                              |                   |                              |              |
| 8     | 6-8 de junio             | Gran Premio de Aragón MotorLand Aragón Longitud: 5,077 km Vueltas: 23 Distancia de carrera: 116,771 km Ganador 2024: Marc Márquez - Gresini Racing MotoGP                                                    |                                                                            | FP1                          | Marc Márquez      | Sprint Race                  | Marc Márquez |
| 8     | 6-8 de junio             | Gran Premio de Aragón MotorLand Aragón Longitud: 5,077 km Vueltas: 23 Distancia de carrera: 116,771 km Ganador 2024: Marc Márquez - Gresini Racing MotoGP                                                    | PR                                                                         | Marc Márquez                 | Warm Up           | Marc Márquez                 |              |
| 8     | 6-8 de junio             | Gran Premio de Aragón MotorLand Aragón Longitud: 5,077 km Vueltas: 23 Distancia de carrera: 116,771 km Ganador 2024: Marc Márquez - Gresini Racing MotoGP                                                    | FP2                                                                        | Marc Márquez                 | Ganador           | Marc Márquez                 |              |
| 8     | 6-8 de junio             | Gran Premio de Aragón MotorLand Aragón Longitud: 5,077 km Vueltas: 23 Distancia de carrera: 116,771 km Ganador 2024: Marc Márquez - Gresini Racing MotoGP                                                    | Q1                                                                         | Fabio Di Giannantonio        | 2.o puesto        | Álex Márquez                 |              |
| 8     | 6-8 de junio             | Gran Premio de Aragón MotorLand Aragón Longitud: 5,077 km Vueltas: 23 Distancia de carrera: 116,771 km Ganador 2024: Marc Márquez - Gresini Racing MotoGP                                                    | Q1                                                                         | Fabio Quartararo             | 3.er puesto       | Francesco Bagnaia            |              |
| 8     | 6-8 de junio             | Gran Premio de Aragón MotorLand Aragón Longitud: 5,077 km Vueltas: 23 Distancia de carrera: 116,771 km Ganador 2024: Marc Márquez - Gresini Racing MotoGP                                                    | Pole Position                                                              | Marc Márquez (1:45.704)      | Vuelta rápida     | Marc Márquez (1:46.705)      |              |
| 8     | 6-8 de junio             | Gran Premio de Aragón MotorLand Aragón Longitud: 5,077 km Vueltas: 23 Distancia de carrera: 116,771 km Ganador 2024: Marc Márquez - Gresini Racing MotoGP                                                    | Resultados completos: Entrenamientos \| Clasificación \| Sprint \| Carrera |                              |                   |                              |              |
| 9     | 20-22 de junio           | Gran Premio de Italia Autódromo Internacional del Mugello Longitud: 5,245 km Vueltas: 23 Distancia de carrera: 120,635 km Ganador 2024: Francesco Bagnaia - Ducati Lenovo Team                               |                                                                            | FP1                          | Marco Bezzecchi   | Sprint Race                  | Marc Márquez |
| 9     | 20-22 de junio           | Gran Premio de Italia Autódromo Internacional del Mugello Longitud: 5,245 km Vueltas: 23 Distancia de carrera: 120,635 km Ganador 2024: Francesco Bagnaia - Ducati Lenovo Team                               | PR                                                                         | Maverick Viñales             | Warm Up           | Marco Bezzecchi              |              |
| 9     | 20-22 de junio           | Gran Premio de Italia Autódromo Internacional del Mugello Longitud: 5,245 km Vueltas: 23 Distancia de carrera: 120,635 km Ganador 2024: Francesco Bagnaia - Ducati Lenovo Team                               | FP2                                                                        | Maverick Viñales             | Ganador           | Marc Márquez                 |              |
| 9     | 20-22 de junio           | Gran Premio de Italia Autódromo Internacional del Mugello Longitud: 5,245 km Vueltas: 23 Distancia de carrera: 120,635 km Ganador 2024: Francesco Bagnaia - Ducati Lenovo Team                               | Q1                                                                         | Fermín Aldeguer              | 2.o puesto        | Álex Márquez                 |              |
| 9     | 20-22 de junio           | Gran Premio de Italia Autódromo Internacional del Mugello Longitud: 5,245 km Vueltas: 23 Distancia de carrera: 120,635 km Ganador 2024: Francesco Bagnaia - Ducati Lenovo Team                               | Q1                                                                         | Raúl Fernández               | 3.er puesto       | Fabio Di Giannantonio        |              |
| 9     | 20-22 de junio           | Gran Premio de Italia Autódromo Internacional del Mugello Longitud: 5,245 km Vueltas: 23 Distancia de carrera: 120,635 km Ganador 2024: Francesco Bagnaia - Ducati Lenovo Team                               | Pole Position                                                              | Marc Márquez (1:44.169)      | Vuelta rápida     | Franco Morbidelli (1:46.474) |              |
| 9     | 20-22 de junio           | Gran Premio de Italia Autódromo Internacional del Mugello Longitud: 5,245 km Vueltas: 23 Distancia de carrera: 120,635 km Ganador 2024: Francesco Bagnaia - Ducati Lenovo Team                               | Resultados completos: Entrenamientos \| Clasificación \| Sprint \| Carrera |                              |                   |                              |              |
| 10    | 27-29 de junio           | Gran Premio de los Países Bajos Circuito de Assen Longitud: 4,542 km Vueltas: 26 Distancia de carrera: 118,092 km Ganador 2024: Francesco Bagnaia - Ducati Lenovo Team                                       |                                                                            | FP1                          | Marc Márquez      | Sprint Race                  | Marc Márquez |
| 10    | 27-29 de junio           | Gran Premio de los Países Bajos Circuito de Assen Longitud: 4,542 km Vueltas: 26 Distancia de carrera: 118,092 km Ganador 2024: Francesco Bagnaia - Ducati Lenovo Team                                       | PR                                                                         | Fabio Quartararo             | Warm Up           | Álex Márquez                 |              |
| 10    | 27-29 de junio           | Gran Premio de los Países Bajos Circuito de Assen Longitud: 4,542 km Vueltas: 26 Distancia de carrera: 118,092 km Ganador 2024: Francesco Bagnaia - Ducati Lenovo Team                                       | FP2                                                                        | Fabio Quartararo             | Ganador           | Marc Márquez                 |              |
| 10    | 27-29 de junio           | Gran Premio de los Países Bajos Circuito de Assen Longitud: 4,542 km Vueltas: 26 Distancia de carrera: 118,092 km Ganador 2024: Francesco Bagnaia - Ducati Lenovo Team                                       | Q1                                                                         | Raúl Fernández               | 2.o puesto        | Marco Bezzecchi              |              |
| 10    | 27-29 de junio           | Gran Premio de los Países Bajos Circuito de Assen Longitud: 4,542 km Vueltas: 26 Distancia de carrera: 118,092 km Ganador 2024: Francesco Bagnaia - Ducati Lenovo Team                                       | Q1                                                                         | Fermín Aldeguer              | 3.er puesto       | Francesco Bagnaia            |              |
| 10    | 27-29 de junio           | Gran Premio de los Países Bajos Circuito de Assen Longitud: 4,542 km Vueltas: 26 Distancia de carrera: 118,092 km Ganador 2024: Francesco Bagnaia - Ducati Lenovo Team                                       | Pole Position                                                              | Fabio Quartararo (1:30.651)  | Vuelta rápida     | Francesco Bagnaia (1:32.220) |              |
| 10    | 27-29 de junio           | Gran Premio de los Países Bajos Circuito de Assen Longitud: 4,542 km Vueltas: 26 Distancia de carrera: 118,092 km Ganador 2024: Francesco Bagnaia - Ducati Lenovo Team                                       | Resultados completos: Entrenamientos \| Clasificación \| Sprint \| Carrera |                              |                   |                              |              |
| 11    | 11-13 de julio           | Gran Premio de Alemania Sachsenring Longitud: 3,671 km Vueltas: 30 Distancia de carrera: 110,13 km Ganador 2024: Francesco Bagnaia - Ducati Lenovo Team                                                      |                                                                            | FP1                          | Marc Márquez      | Sprint Race                  | Marc Márquez |
| 11    | 11-13 de julio           | Gran Premio de Alemania Sachsenring Longitud: 3,671 km Vueltas: 30 Distancia de carrera: 110,13 km Ganador 2024: Francesco Bagnaia - Ducati Lenovo Team                                                      | PR                                                                         | Fabio Di Giannantonio        | Warm Up           | Marc Márquez                 |              |
| 11    | 11-13 de julio           | Gran Premio de Alemania Sachsenring Longitud: 3,671 km Vueltas: 30 Distancia de carrera: 110,13 km Ganador 2024: Francesco Bagnaia - Ducati Lenovo Team                                                      | FP2                                                                        | Marc Márquez                 | Ganador           | Marc Márquez                 |              |
| 11    | 11-13 de julio           | Gran Premio de Alemania Sachsenring Longitud: 3,671 km Vueltas: 30 Distancia de carrera: 110,13 km Ganador 2024: Francesco Bagnaia - Ducati Lenovo Team                                                      | Q1                                                                         | Johann Zarco                 | 2.o puesto        | Álex Márquez                 |              |
| 11    | 11-13 de julio           | Gran Premio de Alemania Sachsenring Longitud: 3,671 km Vueltas: 30 Distancia de carrera: 110,13 km Ganador 2024: Francesco Bagnaia - Ducati Lenovo Team                                                      | Q1                                                                         | Maverick Viñales             | 3.er puesto       | Francesco Bagnaia            |              |
| 11    | 11-13 de julio           | Gran Premio de Alemania Sachsenring Longitud: 3,671 km Vueltas: 30 Distancia de carrera: 110,13 km Ganador 2024: Francesco Bagnaia - Ducati Lenovo Team                                                      | Pole Position                                                              | Marc Márquez (1:27.811)      | Vuelta rápida     | Marc Márquez (1:20.704)      |              |
| 11    | 11-13 de julio           | Gran Premio de Alemania Sachsenring Longitud: 3,671 km Vueltas: 30 Distancia de carrera: 110,13 km Ganador 2024: Francesco Bagnaia - Ducati Lenovo Team                                                      | Resultados completos: Entrenamientos \| Clasificación \| Sprint \| Carrera |                              |                   |                              |              |
| 12    | 18-20 de julio           | Gran Premio de la República Checa Autódromo de Brno Longitud: 5,403 km Vueltas: 20 Distancia de carrera: 108,06 km Ganador 2020: Brad Binder - Red Bull KTM Factory Racing                                   |                                                                            | FP1                          | Marc Márquez      | Sprint Race                  | Marc Márquez |
| 12    | 18-20 de julio           | Gran Premio de la República Checa Autódromo de Brno Longitud: 5,403 km Vueltas: 20 Distancia de carrera: 108,06 km Ganador 2020: Brad Binder - Red Bull KTM Factory Racing                                   | PR                                                                         | Marc Márquez                 | Warm Up           | Marc Márquez                 |              |
| 12    | 18-20 de julio           | Gran Premio de la República Checa Autódromo de Brno Longitud: 5,403 km Vueltas: 20 Distancia de carrera: 108,06 km Ganador 2020: Brad Binder - Red Bull KTM Factory Racing                                   | FP2                                                                        | Marc Márquez                 | Ganador           | Marc Márquez                 |              |
| 12    | 18-20 de julio           | Gran Premio de la República Checa Autódromo de Brno Longitud: 5,403 km Vueltas: 20 Distancia de carrera: 108,06 km Ganador 2020: Brad Binder - Red Bull KTM Factory Racing                                   | Q1                                                                         | Francesco Bagnaia            | 2.o puesto        | Marco Bezzecchi              |              |
| 12    | 18-20 de julio           | Gran Premio de la República Checa Autódromo de Brno Longitud: 5,403 km Vueltas: 20 Distancia de carrera: 108,06 km Ganador 2020: Brad Binder - Red Bull KTM Factory Racing                                   | Q1                                                                         | Raúl Fernández               | 3.er puesto       | Pedro Acosta                 |              |
| 12    | 18-20 de julio           | Gran Premio de la República Checa Autódromo de Brno Longitud: 5,403 km Vueltas: 20 Distancia de carrera: 108,06 km Ganador 2020: Brad Binder - Red Bull KTM Factory Racing                                   | Pole Position                                                              | Francesco Bagnaia (1:52.303) | Vuelta rápida     | Marc Márquez (1:53.691)      |              |
| 12    | 18-20 de julio           | Gran Premio de la República Checa Autódromo de Brno Longitud: 5,403 km Vueltas: 20 Distancia de carrera: 108,06 km Ganador 2020: Brad Binder - Red Bull KTM Factory Racing                                   | Resultados completos: Entrenamientos \| Clasificación \| Sprint \| Carrera |                              |                   |                              |              |
| 13    | 15-17 de agosto          | Gran Premio de Austria Red Bull Ring Longitud: 4,318 km Vueltas: 28 Distancia de carrera: 120,904 km Ganador 2024: Francesco Bagnaia - Ducati Lenovo Team                                                    |                                                                            | FP1                          | Marc Márquez      | Sprint Race                  | Marc Márquez |
| 13    | 15-17 de agosto          | Gran Premio de Austria Red Bull Ring Longitud: 4,318 km Vueltas: 28 Distancia de carrera: 120,904 km Ganador 2024: Francesco Bagnaia - Ducati Lenovo Team                                                    | PR                                                                         | Marc Márquez                 | Warm Up           | Marco Bezzecchi              |              |
| 13    | 15-17 de agosto          | Gran Premio de Austria Red Bull Ring Longitud: 4,318 km Vueltas: 28 Distancia de carrera: 120,904 km Ganador 2024: Francesco Bagnaia - Ducati Lenovo Team                                                    | FP2                                                                        | Marc Márquez                 | Ganador           | Marc Márquez                 |              |
| 13    | 15-17 de agosto          | Gran Premio de Austria Red Bull Ring Longitud: 4,318 km Vueltas: 28 Distancia de carrera: 120,904 km Ganador 2024: Francesco Bagnaia - Ducati Lenovo Team                                                    | Q1                                                                         | Enea Bastianini              | 2.o puesto        | Fermín Aldeguer              |              |
| 13    | 15-17 de agosto          | Gran Premio de Austria Red Bull Ring Longitud: 4,318 km Vueltas: 28 Distancia de carrera: 120,904 km Ganador 2024: Francesco Bagnaia - Ducati Lenovo Team                                                    | Q1                                                                         | Marco Bezzecchi              | 3.er puesto       | Marco Bezzecchi              |              |
| 13    | 15-17 de agosto          | Gran Premio de Austria Red Bull Ring Longitud: 4,318 km Vueltas: 28 Distancia de carrera: 120,904 km Ganador 2024: Francesco Bagnaia - Ducati Lenovo Team                                                    | Pole Position                                                              | Marco Bezzecchi (1:28.080)   | Vuelta rápida     | Marco Bezzecchi (1:29.533)   |              |
| 13    | 15-17 de agosto          | Gran Premio de Austria Red Bull Ring Longitud: 4,318 km Vueltas: 28 Distancia de carrera: 120,904 km Ganador 2024: Francesco Bagnaia - Ducati Lenovo Team                                                    | Resultados completos: Entrenamientos \| Clasificación \| Sprint \| Carrera |                              |                   |                              |              |
| 14    | 22-24 de agosto          | Gran Premio de Hungría Circuito de Balaton Park Longitud: 4,080km Vueltas: 27 Distancia de carrera: 110,160km Ganador 1992: Eddie Lawson - Cagiva Team Agostini                                              |                                                                            | FP1                          |                   | Sprint Race                  |              |
| 14    | 22-24 de agosto          | Gran Premio de Hungría Circuito de Balaton Park Longitud: 4,080km Vueltas: 27 Distancia de carrera: 110,160km Ganador 1992: Eddie Lawson - Cagiva Team Agostini                                              | PR                                                                         |                              | Warm Up           |                              |              |
| 14    | 22-24 de agosto          | Gran Premio de Hungría Circuito de Balaton Park Longitud: 4,080km Vueltas: 27 Distancia de carrera: 110,160km Ganador 1992: Eddie Lawson - Cagiva Team Agostini                                              | FP2                                                                        |                              | Ganador           |                              |              |
| 14    | 22-24 de agosto          | Gran Premio de Hungría Circuito de Balaton Park Longitud: 4,080km Vueltas: 27 Distancia de carrera: 110,160km Ganador 1992: Eddie Lawson - Cagiva Team Agostini                                              | Q1                                                                         |                              | 2.o puesto        |                              |              |
| 14    | 22-24 de agosto          | Gran Premio de Hungría Circuito de Balaton Park Longitud: 4,080km Vueltas: 27 Distancia de carrera: 110,160km Ganador 1992: Eddie Lawson - Cagiva Team Agostini                                              | Q1                                                                         | 3.er puesto                  |                   |                              |              |
| 14    | 22-24 de agosto          | Gran Premio de Hungría Circuito de Balaton Park Longitud: 4,080km Vueltas: 27 Distancia de carrera: 110,160km Ganador 1992: Eddie Lawson - Cagiva Team Agostini                                              | Pole Position                                                              |                              | Vuelta rápida     |                              |              |
| 14    | 22-24 de agosto          | Gran Premio de Hungría Circuito de Balaton Park Longitud: 4,080km Vueltas: 27 Distancia de carrera: 110,160km Ganador 1992: Eddie Lawson - Cagiva Team Agostini                                              | Resultados completos:                                                      |                              |                   |                              |              |
| 15    | 5-7 de septiembre        | Gran Premio de Cataluña Circuito de Barcelona-Cataluña Longitud: 4,657 km Vueltas: 24 Distancia de carrera: 111,768 km Ganador 2024: Francesco Bagnaia - Ducati Lenovo Team                                  |                                                                            | FP1                          |                   | Sprint Race                  |              |
| 15    | 5-7 de septiembre        | Gran Premio de Cataluña Circuito de Barcelona-Cataluña Longitud: 4,657 km Vueltas: 24 Distancia de carrera: 111,768 km Ganador 2024: Francesco Bagnaia - Ducati Lenovo Team                                  | PR                                                                         |                              | Warm Up           |                              |              |
| 15    | 5-7 de septiembre        | Gran Premio de Cataluña Circuito de Barcelona-Cataluña Longitud: 4,657 km Vueltas: 24 Distancia de carrera: 111,768 km Ganador 2024: Francesco Bagnaia - Ducati Lenovo Team                                  | FP2                                                                        |                              | Ganador           |                              |              |
| 15    | 5-7 de septiembre        | Gran Premio de Cataluña Circuito de Barcelona-Cataluña Longitud: 4,657 km Vueltas: 24 Distancia de carrera: 111,768 km Ganador 2024: Francesco Bagnaia - Ducati Lenovo Team                                  | Q1                                                                         |                              | 2.o puesto        |                              |              |
| 15    | 5-7 de septiembre        | Gran Premio de Cataluña Circuito de Barcelona-Cataluña Longitud: 4,657 km Vueltas: 24 Distancia de carrera: 111,768 km Ganador 2024: Francesco Bagnaia - Ducati Lenovo Team                                  | Q1                                                                         | 3.er puesto                  |                   |                              |              |
| 15    | 5-7 de septiembre        | Gran Premio de Cataluña Circuito de Barcelona-Cataluña Longitud: 4,657 km Vueltas: 24 Distancia de carrera: 111,768 km Ganador 2024: Francesco Bagnaia - Ducati Lenovo Team                                  | Pole Position                                                              |                              | Vuelta rápida     |                              |              |
| 15    | 5-7 de septiembre        | Gran Premio de Cataluña Circuito de Barcelona-Cataluña Longitud: 4,657 km Vueltas: 24 Distancia de carrera: 111,768 km Ganador 2024: Francesco Bagnaia - Ducati Lenovo Team                                  | Resultados completos:                                                      |                              |                   |                              |              |
| 16    | 12-14 de septiembre      | Gran Premio de San Marino y de la Riviera de Rimini Misano World Circuit Marco Simoncelli Longitud: 4,226 km Vueltas: 27 Distancia de carrera: 114,102 km Ganador 2024: Marc Márquez - Gresini Racing MotoGP |                                                                            | FP1                          |                   | Sprint Race                  |              |
| 16    | 12-14 de septiembre      | Gran Premio de San Marino y de la Riviera de Rimini Misano World Circuit Marco Simoncelli Longitud: 4,226 km Vueltas: 27 Distancia de carrera: 114,102 km Ganador 2024: Marc Márquez - Gresini Racing MotoGP | PR                                                                         |                              | Warm Up           |                              |              |
| 16    | 12-14 de septiembre      | Gran Premio de San Marino y de la Riviera de Rimini Misano World Circuit Marco Simoncelli Longitud: 4,226 km Vueltas: 27 Distancia de carrera: 114,102 km Ganador 2024: Marc Márquez - Gresini Racing MotoGP | FP2                                                                        |                              | Ganador           |                              |              |
| 16    | 12-14 de septiembre      | Gran Premio de San Marino y de la Riviera de Rimini Misano World Circuit Marco Simoncelli Longitud: 4,226 km Vueltas: 27 Distancia de carrera: 114,102 km Ganador 2024: Marc Márquez - Gresini Racing MotoGP | Q1                                                                         |                              | 2.o puesto        |                              |              |
| 16    | 12-14 de septiembre      | Gran Premio de San Marino y de la Riviera de Rimini Misano World Circuit Marco Simoncelli Longitud: 4,226 km Vueltas: 27 Distancia de carrera: 114,102 km Ganador 2024: Marc Márquez - Gresini Racing MotoGP | Q1                                                                         | 3.er puesto                  |                   |                              |              |
| 16    | 12-14 de septiembre      | Gran Premio de San Marino y de la Riviera de Rimini Misano World Circuit Marco Simoncelli Longitud: 4,226 km Vueltas: 27 Distancia de carrera: 114,102 km Ganador 2024: Marc Márquez - Gresini Racing MotoGP | Pole Position                                                              |                              | Vuelta rápida     |                              |              |
| 16    | 12-14 de septiembre      | Gran Premio de San Marino y de la Riviera de Rimini Misano World Circuit Marco Simoncelli Longitud: 4,226 km Vueltas: 27 Distancia de carrera: 114,102 km Ganador 2024: Marc Márquez - Gresini Racing MotoGP | Resultados completos:                                                      |                              |                   |                              |              |
| 17    | 26-28 de septiembre      | Gran Premio de Japón Twin Ring Motegi Longitud: 4,801 km Vueltas: 24 Distancia de carrera: 115,224 km Ganador 2024: Francesco Bagnaia - Ducati Lenovo Team                                                   |                                                                            | FP1                          |                   | Sprint Race                  |              |
| 17    | 26-28 de septiembre      | Gran Premio de Japón Twin Ring Motegi Longitud: 4,801 km Vueltas: 24 Distancia de carrera: 115,224 km Ganador 2024: Francesco Bagnaia - Ducati Lenovo Team                                                   | PR                                                                         |                              | Warm Up           |                              |              |
| 17    | 26-28 de septiembre      | Gran Premio de Japón Twin Ring Motegi Longitud: 4,801 km Vueltas: 24 Distancia de carrera: 115,224 km Ganador 2024: Francesco Bagnaia - Ducati Lenovo Team                                                   | FP2                                                                        |                              | Ganador           |                              |              |
| 17    | 26-28 de septiembre      | Gran Premio de Japón Twin Ring Motegi Longitud: 4,801 km Vueltas: 24 Distancia de carrera: 115,224 km Ganador 2024: Francesco Bagnaia - Ducati Lenovo Team                                                   | Q1                                                                         |                              | 2.o puesto        |                              |              |
| 17    | 26-28 de septiembre      | Gran Premio de Japón Twin Ring Motegi Longitud: 4,801 km Vueltas: 24 Distancia de carrera: 115,224 km Ganador 2024: Francesco Bagnaia - Ducati Lenovo Team                                                   | Q1                                                                         | 3.er puesto                  |                   |                              |              |
| 17    | 26-28 de septiembre      | Gran Premio de Japón Twin Ring Motegi Longitud: 4,801 km Vueltas: 24 Distancia de carrera: 115,224 km Ganador 2024: Francesco Bagnaia - Ducati Lenovo Team                                                   | Pole Position                                                              |                              | Vuelta rápida     |                              |              |
| 17    | 26-28 de septiembre      | Gran Premio de Japón Twin Ring Motegi Longitud: 4,801 km Vueltas: 24 Distancia de carrera: 115,224 km Ganador 2024: Francesco Bagnaia - Ducati Lenovo Team                                                   | Resultados completos:                                                      |                              |                   |                              |              |
| 18    | 3-5 de octubre           | Gran Premio de Indonesia Circuito Urbano Internacional Pertamina Mandalika Longitud: 4,301 km Vueltas: 27 Distancia de carrera: 116,40 km Ganador 2024: Jorge Martín - Prima Pramac Racing                   |                                                                            | FP1                          |                   | Sprint Race                  |              |
| 18    | 3-5 de octubre           | Gran Premio de Indonesia Circuito Urbano Internacional Pertamina Mandalika Longitud: 4,301 km Vueltas: 27 Distancia de carrera: 116,40 km Ganador 2024: Jorge Martín - Prima Pramac Racing                   | PR                                                                         |                              | Warm Up           |                              |              |
| 18    | 3-5 de octubre           | Gran Premio de Indonesia Circuito Urbano Internacional Pertamina Mandalika Longitud: 4,301 km Vueltas: 27 Distancia de carrera: 116,40 km Ganador 2024: Jorge Martín - Prima Pramac Racing                   | FP2                                                                        |                              | Ganador           |                              |              |
| 18    | 3-5 de octubre           | Gran Premio de Indonesia Circuito Urbano Internacional Pertamina Mandalika Longitud: 4,301 km Vueltas: 27 Distancia de carrera: 116,40 km Ganador 2024: Jorge Martín - Prima Pramac Racing                   | Q1                                                                         |                              | 2.o puesto        |                              |              |
| 18    | 3-5 de octubre           | Gran Premio de Indonesia Circuito Urbano Internacional Pertamina Mandalika Longitud: 4,301 km Vueltas: 27 Distancia de carrera: 116,40 km Ganador 2024: Jorge Martín - Prima Pramac Racing                   | Q1                                                                         | 3.er puesto                  |                   |                              |              |
| 18    | 3-5 de octubre           | Gran Premio de Indonesia Circuito Urbano Internacional Pertamina Mandalika Longitud: 4,301 km Vueltas: 27 Distancia de carrera: 116,40 km Ganador 2024: Jorge Martín - Prima Pramac Racing                   | Pole Position                                                              |                              | Vuelta rápida     |                              |              |
| 18    | 3-5 de octubre           | Gran Premio de Indonesia Circuito Urbano Internacional Pertamina Mandalika Longitud: 4,301 km Vueltas: 27 Distancia de carrera: 116,40 km Ganador 2024: Jorge Martín - Prima Pramac Racing                   | Resultados completos:                                                      |                              |                   |                              |              |
| 19    | 17-19 de octubre         | Gran Premio de Australia Phillip Island Longitud: 4,448 km Vueltas: 27 Distancia de carrera: 120,096 km Ganador 2024: Marc Márquez - Gresini Racing MotoGP                                                   |                                                                            | FP1                          |                   | Sprint Race                  |              |
| 19    | 17-19 de octubre         | Gran Premio de Australia Phillip Island Longitud: 4,448 km Vueltas: 27 Distancia de carrera: 120,096 km Ganador 2024: Marc Márquez - Gresini Racing MotoGP                                                   | PR                                                                         |                              | Warm Up           |                              |              |
| 19    | 17-19 de octubre         | Gran Premio de Australia Phillip Island Longitud: 4,448 km Vueltas: 27 Distancia de carrera: 120,096 km Ganador 2024: Marc Márquez - Gresini Racing MotoGP                                                   | FP2                                                                        |                              | Ganador           |                              |              |
| 19    | 17-19 de octubre         | Gran Premio de Australia Phillip Island Longitud: 4,448 km Vueltas: 27 Distancia de carrera: 120,096 km Ganador 2024: Marc Márquez - Gresini Racing MotoGP                                                   | Q1                                                                         |                              | 2.o puesto        |                              |              |
| 19    | 17-19 de octubre         | Gran Premio de Australia Phillip Island Longitud: 4,448 km Vueltas: 27 Distancia de carrera: 120,096 km Ganador 2024: Marc Márquez - Gresini Racing MotoGP                                                   | Q1                                                                         | 3.er puesto                  |                   |                              |              |
| 19    | 17-19 de octubre         | Gran Premio de Australia Phillip Island Longitud: 4,448 km Vueltas: 27 Distancia de carrera: 120,096 km Ganador 2024: Marc Márquez - Gresini Racing MotoGP                                                   | Pole Position                                                              |                              | Vuelta rápida     |                              |              |
| 19    | 17-19 de octubre         | Gran Premio de Australia Phillip Island Longitud: 4,448 km Vueltas: 27 Distancia de carrera: 120,096 km Ganador 2024: Marc Márquez - Gresini Racing MotoGP                                                   | Resultados completos:                                                      |                              |                   |                              |              |
| 20    | 24-26 de octubre         | Gran Premio de Malasia Circuito Internacional de Sepang Longitud: 5,543 km Vueltas: 20 Distancia de carrera: 110,86 km Ganador 2024: Francesco Bagnaia - Ducati Lenovo Team                                  |                                                                            | FP1                          |                   | Sprint Race                  |              |
| 20    | 24-26 de octubre         | Gran Premio de Malasia Circuito Internacional de Sepang Longitud: 5,543 km Vueltas: 20 Distancia de carrera: 110,86 km Ganador 2024: Francesco Bagnaia - Ducati Lenovo Team                                  | PR                                                                         |                              | Warm Up           |                              |              |
| 20    | 24-26 de octubre         | Gran Premio de Malasia Circuito Internacional de Sepang Longitud: 5,543 km Vueltas: 20 Distancia de carrera: 110,86 km Ganador 2024: Francesco Bagnaia - Ducati Lenovo Team                                  | FP2                                                                        |                              | Ganador           |                              |              |
| 20    | 24-26 de octubre         | Gran Premio de Malasia Circuito Internacional de Sepang Longitud: 5,543 km Vueltas: 20 Distancia de carrera: 110,86 km Ganador 2024: Francesco Bagnaia - Ducati Lenovo Team                                  | Q1                                                                         |                              | 2.o puesto        |                              |              |
| 20    | 24-26 de octubre         | Gran Premio de Malasia Circuito Internacional de Sepang Longitud: 5,543 km Vueltas: 20 Distancia de carrera: 110,86 km Ganador 2024: Francesco Bagnaia - Ducati Lenovo Team                                  | Q1                                                                         | 3.er puesto                  |                   |                              |              |
| 20    | 24-26 de octubre         | Gran Premio de Malasia Circuito Internacional de Sepang Longitud: 5,543 km Vueltas: 20 Distancia de carrera: 110,86 km Ganador 2024: Francesco Bagnaia - Ducati Lenovo Team                                  | Pole Position                                                              |                              | Vuelta rápida     |                              |              |
| 20    | 24-26 de octubre         | Gran Premio de Malasia Circuito Internacional de Sepang Longitud: 5,543 km Vueltas: 20 Distancia de carrera: 110,86 km Ganador 2024: Francesco Bagnaia - Ducati Lenovo Team                                  | Resultados completos:                                                      |                              |                   |                              |              |
| 21    | 7-9 de noviembre         | Gran Premio de Portugal Autódromo Internacional do Algarve Longitud: 4,592 km Vueltas: 25 Distancia de carrera: 114,8 km Ganador 2024: Jorge Martín - Prima Pramac Racing                                    |                                                                            | FP1                          |                   | Sprint Race                  |              |
| 21    | 7-9 de noviembre         | Gran Premio de Portugal Autódromo Internacional do Algarve Longitud: 4,592 km Vueltas: 25 Distancia de carrera: 114,8 km Ganador 2024: Jorge Martín - Prima Pramac Racing                                    | PR                                                                         |                              | Warm Up           |                              |              |
| 21    | 7-9 de noviembre         | Gran Premio de Portugal Autódromo Internacional do Algarve Longitud: 4,592 km Vueltas: 25 Distancia de carrera: 114,8 km Ganador 2024: Jorge Martín - Prima Pramac Racing                                    | FP2                                                                        |                              | Ganador           |                              |              |
| 21    | 7-9 de noviembre         | Gran Premio de Portugal Autódromo Internacional do Algarve Longitud: 4,592 km Vueltas: 25 Distancia de carrera: 114,8 km Ganador 2024: Jorge Martín - Prima Pramac Racing                                    | Q1                                                                         |                              | 2.o puesto        |                              |              |
| 21    | 7-9 de noviembre         | Gran Premio de Portugal Autódromo Internacional do Algarve Longitud: 4,592 km Vueltas: 25 Distancia de carrera: 114,8 km Ganador 2024: Jorge Martín - Prima Pramac Racing                                    | Q1                                                                         | 3.er puesto                  |                   |                              |              |
| 21    | 7-9 de noviembre         | Gran Premio de Portugal Autódromo Internacional do Algarve Longitud: 4,592 km Vueltas: 25 Distancia de carrera: 114,8 km Ganador 2024: Jorge Martín - Prima Pramac Racing                                    | Pole Position                                                              |                              | Vuelta rápida     |                              |              |
| 21    | 7-9 de noviembre         | Gran Premio de Portugal Autódromo Internacional do Algarve Longitud: 4,592 km Vueltas: 25 Distancia de carrera: 114,8 km Ganador 2024: Jorge Martín - Prima Pramac Racing                                    | Resultados completos:                                                      |                              |                   |                              |              |
| 22    | 14-16 de noviembre       | Gran Premio de la Comunidad Valenciana Circuito Ricardo Tormo Longitud: 4,005 km Vueltas: 27 Distancia de carrera: 108,135 km Ganador 2023: Francesco Bagnaia - Ducati Lenovo Team                           |                                                                            | FP1                          |                   | Sprint Race                  |              |
| 22    | 14-16 de noviembre       | Gran Premio de la Comunidad Valenciana Circuito Ricardo Tormo Longitud: 4,005 km Vueltas: 27 Distancia de carrera: 108,135 km Ganador 2023: Francesco Bagnaia - Ducati Lenovo Team                           | PR                                                                         |                              | Warm Up           |                              |              |
| 22    | 14-16 de noviembre       | Gran Premio de la Comunidad Valenciana Circuito Ricardo Tormo Longitud: 4,005 km Vueltas: 27 Distancia de carrera: 108,135 km Ganador 2023: Francesco Bagnaia - Ducati Lenovo Team                           | FP2                                                                        |                              | Ganador           |                              |              |
| 22    | 14-16 de noviembre       | Gran Premio de la Comunidad Valenciana Circuito Ricardo Tormo Longitud: 4,005 km Vueltas: 27 Distancia de carrera: 108,135 km Ganador 2023: Francesco Bagnaia - Ducati Lenovo Team                           | Q1                                                                         |                              | 2.o puesto        |                              |              |
| 22    | 14-16 de noviembre       | Gran Premio de la Comunidad Valenciana Circuito Ricardo Tormo Longitud: 4,005 km Vueltas: 27 Distancia de carrera: 108,135 km Ganador 2023: Francesco Bagnaia - Ducati Lenovo Team                           | Q1                                                                         | 3.er puesto                  |                   |                              |              |
| 22    | 14-16 de noviembre       | Gran Premio de la Comunidad Valenciana Circuito Ricardo Tormo Longitud: 4,005 km Vueltas: 27 Distancia de carrera: 108,135 km Ganador 2023: Francesco Bagnaia - Ducati Lenovo Team                           | Pole Position                                                              |                              | Vuelta rápida     |                              |              |
| 22    | 14-16 de noviembre       | Gran Premio de la Comunidad Valenciana Circuito Ricardo Tormo Longitud: 4,005 km Vueltas: 27 Distancia de carrera: 108,135 km Ganador 2023: Francesco Bagnaia - Ducati Lenovo Team                           | Resultados completos:                                                      |                              |                   |                              |              |

## Clasificaciones
Sistema de puntuación
Sistema de puntuación desde 2023 en adelante:
| Posición       | 1.º | 2.º | 3.º | 4.º | 5.º | 6.º | 7.º | 8.º | 9.º | 10.º | 11.º | 12.º | 13.º | 14.º | 15.º |
| Puntos         | 25  | 20  | 16  | 13  | 11  | 10  | 9   | 8   | 7   | 6    | 5    | 4    | 3    | 2    | 1    |
| Carrera sprint | 12  | 9   | 7   | 6   | 5   | 4   | 3   | 2   | 1   |      |      |      |      |      |      |

### Campeonato de pilotos
| Pos. | Piloto                | Moto    | Equipo                            | THA | THA | ARG | ARG | AME | AME | QAT | QAT | ESP | ESP | FRA | FRA | GBR | GBR | ARA | ARA | ITA | ITA | NED | NED | GER | GER | CZE | CZE | AUT | AUT | HUN | HUN | CAT | CAT | RSM | RSM | JPN | JPN | INA | INA | AUS | AUS | MAL | MAL | POR | POR | VAL | VAL | Pts. |
| Pos. | Piloto                | Moto    | Equipo                            | S   | R   | S   | R   | S   | R   | S   | R   | S   | R   | S   | R   | S   | R   | S   | R   | S   | R   | S   | R   | S   | R   | S   | R   | S   | R   | S   | R   | S   | R   | S   | R   | S   | R   | S   | R   | S   | R   | S   | R   | S   | R   | S   | R   | Pts. |
| ---- | --------------------- | ------- | --------------------------------- | --- | --- | --- | --- | --- | --- | --- | --- | --- | --- | --- | --- | --- | --- | --- | --- | --- | --- | --- | --- | --- | --- | --- | --- | --- | --- | --- | --- | --- | --- | --- | --- | --- | --- | --- | --- | --- | --- | --- | --- | --- | --- | --- | --- | ---- |
| 1    | Marc Márquez          | Ducati  | Ducati Lenovo Team                | 1   | 1   | 1   | 1   | 1   | Ret | 1   | 1   | 1   | 12  | 1   | 2   | 2   | 3   | 1   | 1   | 1   | 1   | 1   | 1   | 1   | 1   | 1   | 1   | 1   | 1   |     |     |     |     |     |     |     |     |     |     |     |     |     |     |     |     |     |     | 418  |
| 2    | Álex Márquez          | Ducati  | BK8 Gresini Racing MotoGP         | 2   | 2   | 2   | 2   | 2   | 2   | 2   | 6   | 2   | 1   | 2   | Ret | 1   | 5   | 2   | 2   | 2   | 2   | 2   | Ret | 8   | 2   | 17  | Ret | 2   | 10  |     |     |     |     |     |     |     |     |     |     |     |     |     |     |     |     |     |     | 276  |
| 3    | Francesco Bagnaia     | Ducati  | Ducati Lenovo Team                | 3   | 3   | 3   | 4   | 3   | 1   | 8   | 2   | 3   | 3   | Ret | 16  | 6   | Ret | 12  | 3   | 3   | 4   | 5   | 3   | 12  | 3   | 7   | 4   | Ret | 8   |     |     |     |     |     |     |     |     |     |     |     |     |     |     |     |     |     |     | 221  |
| 4    | Marco Bezzecchi       | Aprilia | Aprilia Racing                    | 12  | 6   | 6   | Ret | 10  | 6   | 9   | 9   | 8   | 14  | 17  | 14  | 4   | 1   | 8   | 8   | 6   | 5   | 3   | 2   | 2   | Ret | 4   | 2   | 4   | 3   |     |     |     |     |     |     |     |     |     |     |     |     |     |     |     |     |     |     | 178  |
| 5    | Pedro Acosta          | KTM     | Red Bull KTM Factory Racing       | 6   | 19  | 9   | 8   | 7   | Ret | 11  | 8   | 10  | 7   | 19  | 4   | 8   | 6   | 5   | 4   | Ret | 8   | 9   | 4   | 9   | Ret | 2   | 3   | 3   | 4   |     |     |     |     |     |     |     |     |     |     |     |     |     |     |     |     |     |     | 144  |
| 6    | Franco Morbidelli     | Ducati  | Pertamina Enduro VR46 Racing Team | 5   | 4   | 7   | 3   | 5   | 4   | 3   | 3   | 4   | Ret | 15  | 15  | 11  | 4   | 4   | 5   | 7   | 6   | 8   | 7   | Ret | DNS | INJ | INJ | 14  | 11  |     |     |     |     |     |     |     |     |     |     |     |     |     |     |     |     |     |     | 144  |
| 7    | Fabio Di Giannantonio | Ducati  | Pertamina Enduro VR46 Racing Team | Ret | 10  | 5   | 5   | 4   | 3   | 6   | 16  | 6   | 5   | 7   | 8   | 3   | 9   | 6   | 9   | 5   | 3   | 4   | 6   | 4   | Ret | Ret | 16  | 8   | Ret |     |     |     |     |     |     |     |     |     |     |     |     |     |     |     |     |     |     | 144  |
| 8    | Fermín Aldeguer       | Ducati  | BK8 Gresini Racing MotoGP         | 13  | 13  | 19  | 16  | 11  | Ret | 4   | 5   | 5   | Ret | 3   | 3   | 14  | 8   | 3   | 6   | 9   | 12  | 7   | Ret | 10  | 5   | 14  | 11  | 6   | 2   |     |     |     |     |     |     |     |     |     |     |     |     |     |     |     |     |     |     | 121  |
| 9    | Johann Zarco          | Honda   | LCR Honda Castrol                 | 10  | 7   | 4   | 6   | 16  | 17  | Ret | 4   | Ret | 11  | 6   | 1   | 5   | 2   | 16  | Ret | Ret | Ret | 11  | 12  | 7   | Ret | 8   | 13  | 9   | 12  |     |     |     |     |     |     |     |     |     |     |     |     |     |     |     |     |     |     | 114  |
| 10   | Fabio Quartararo      | Yamaha  | Monster Energy Yamaha MotoGP      | 7   | 15  | 10  | 14  | 6   | 10  | 5   | 7   | Ret | 2   | 4   | Ret | 7   | Ret | 11  | Ret | 10  | 14  | Ret | 10  | 3   | 4   | 5   | 6   | 11  | 15  |     |     |     |     |     |     |     |     |     |     |     |     |     |     |     |     |     |     | 103  |
| 11   | Brad Binder           | KTM     | Red Bull KTM Factory Racing       | 8   | 8   | Ret | 7   | 12  | Ret | 14  | 13  | 11  | 6   | Ret | Ret | Ret | 14  | 9   | Ret | Ret | 9   | 10  | 11  | 6   | 7   | 10  | 8   | 5   | 7   |     |     |     |     |     |     |     |     |     |     |     |     |     |     |     |     |     |     | 82   |
| 12   | Raúl Fernández        | Aprilia | Trackhouse MotoGP Team            | 11  | Ret | 16  | 15  | 17  | 12  | 17  | 17  | 16  | 15  | 10  | 7   | 19  | 12  | 10  | 10  | 8   | 7   | Ret | 8   | 13  | 9   | 6   | 5   | Ret | 9   |     |     |     |     |     |     |     |     |     |     |     |     |     |     |     |     |     |     | 73   |
| 13   | Maverick Viñales      | KTM     | Red Bull KTM Tech3                | 14  | 16  | 18  | 12  | Ret | 14  | 10  | 14  | 7   | 4   | 5   | 5   | 13  | 11  | 7   | 18  | 4   | Ret | 6   | 5   | DNS | DNS | INJ | INJ | DNS | DNS |     |     |     |     |     |     |     |     |     |     |     |     |     |     |     |     |     |     | 69   |
| 14   | Enea Bastianini       | KTM     | Red Bull KTM Tech3                | 18  | 9   | 14  | 17  | 13  | 7   | 13  | 11  | 14  | 9   | 13  | 13  | 15  | 17  | 17  | 12  | 11  | Ret | 13  | 9   | WD  | WD  | 3   | Ret | 7   | 5   |     |     |     |     |     |     |     |     |     |     |     |     |     |     |     |     |     |     | 63   |
| 15   | Luca Marini           | Honda   | Honda HRC Castrol                 | 15  | 12  | 13  | 10  | 8   | 8   | 15  | 10  | 13  | 10  | 12  | 11  | 10  | 15  | INJ | INJ | INJ | INJ | INJ | INJ | 16  | 6   | 15  | 12  | 12  | 13  |     |     |     |     |     |     |     |     |     |     |     |     |     |     |     |     |     |     | 55   |
| 16   | Ai Ogura              | Aprilia | Trackhouse MotoGP Team            | 4   | 5   | 15  | DSQ | 9   | 9   | 7   | 15  | 12  | 8   | 14  | 10  | WD  | WD  | INJ | INJ | 12  | 10  | 16  | Ret | 17  | Ret | 16  | 14  | 15  | 14  |     |     |     |     |     |     |     |     |     |     |     |     |     |     |     |     |     |     | 53   |
| 17   | Jack Miller           | Yamaha  | Prima Pramac Yamaha               | Ret | 11  | 11  | 13  | 14  | 5   | 19  | Ret | Ret | Ret | 11  | Ret | 9   | 7   | 13  | 14  | 16  | Ret | 14  | 14  | 5   | 8   | 12  | 10  | 17  | 18  |     |     |     |     |     |     |     |     |     |     |     |     |     |     |     |     |     |     | 52   |
| 18   | Joan Mir              | Honda   | Honda HRC Castrol                 | 9   | Ret | 8   | 9   | Ret | Ret | DNS | Ret | 9   | Ret | 9   | Ret | 12  | 10  | Ret | 7   | 14  | 11  | Ret | Ret | 14  | Ret | 19  | Ret | 13  | 6   |     |     |     |     |     |     |     |     |     |     |     |     |     |     |     |     |     |     | 42   |
| 19   | Álex Rins             | Yamaha  | Monster Energy Yamaha MotoGP      | 17  | 17  | 12  | 11  | 15  | 11  | 12  | 12  | 15  | 13  | 8   | 12  | 20  | 13  | 14  | 11  | 18  | 15  | 15  | 13  | 15  | 10  | 18  | 15  | 16  | 16  |     |     |     |     |     |     |     |     |     |     |     |     |     |     |     |     |     |     | 42   |
| 20   | Takaaki Nakagami      | Honda   | Honda HRC Castrol                 |     |     |     |     |     |     |     |     |     |     |     |     |     |     |     |     | 15  | 16  |     |     |     |     |     |     |     |     |     |     |     |     |     |     |     |     |     |     |     |     |     |     |     |     |     |     | 10   |
| 20   | Takaaki Nakagami      | Honda   | HRC Test Team                     |     |     |     |     |     |     |     |     |     |     | 16  | 6   |     |     |     |     |     |     |     |     |     |     |     |     |     |     |     |     |     |     |     |     |     |     |     |     |     |     |     |     |     |     |     |     | 10   |
| 20   | Takaaki Nakagami      | Honda   | LCR Honda IDEMITSU                |     |     |     |     |     |     |     |     |     |     |     |     |     |     |     |     |     |     |     |     |     |     | Ret | DNS |     |     |     |     |     |     |     |     |     |     |     |     |     |     |     |     |     |     |     |     | 10   |
| 21   | Jorge Martín          | Aprilia | Aprilia Racing                    | INJ | INJ | INJ | INJ | INJ | INJ | 16  | Ret | INJ | INJ | INJ | INJ | INJ | INJ | INJ | INJ | INJ | INJ | INJ | INJ | INJ | INJ | 11  | 7   | 10  | Ret |     |     |     |     |     |     |     |     |     |     |     |     |     |     |     |     |     |     | 9    |
| 22   | Lorenzo Savadori      | Aprilia | Aprilia Racing                    | 20  | 20  | Ret | DNS | 20  | 15  |     |     | 19  | 18  | 18  | 9   | 18  | 18  | 18  | 17  | 17  | 17  | 17  | Ret | 18  | Ret |     |     |     |     |     |     |     |     |     |     |     |     |     |     |     |     |     |     |     |     |     |     | 8    |
| 23   | Pol Espargaró         | KTM     | Red Bull KTM Tech3                |     |     |     |     |     |     |     |     |     |     |     |     |     |     |     |     |     |     |     |     |     |     | 9   | 9   |     |     |     |     |     |     |     |     |     |     |     |     |     |     |     |     |     |     |     |     | 8    |
| 24   | Augusto Fernández     | Yamaha  | Prima Pramac Racing               |     |     |     |     | 18  | 13  | Ret | 18  | 17  | 16  |     |     |     |     |     |     |     |     |     |     |     |     |     |     |     |     |     |     |     |     |     |     |     |     |     |     |     |     |     |     |     |     |     |     | 6    |
| 24   | Augusto Fernández     | Yamaha  | Yamaha Factory Racing             |     |     |     |     |     |     |     |     |     |     |     |     |     |     | Ret | 13  |     |     |     |     |     |     | Ret | 18  |     |     |     |     |     |     |     |     |     |     |     |     |     |     |     |     |     |     |     |     | 6    |
| 25   | Miguel Oliveira       | Yamaha  | Prima Pramac Yamaha               | 16  | 14  | Ret | DNS | INJ | INJ | INJ | INJ | INJ | INJ | 20  | Ret | 16  | 16  | 15  | 15  | 13  | 13  | 12  | Ret | 11  | Ret | 13  | 17  | 18  | 17  |     |     |     |     |     |     |     |     |     |     |     |     |     |     |     |     |     |     | 6    |
| 26   | Somkiat Chantra       | Honda   | LCR Honda IDEMITSU                | 19  | 18  | 17  | 18  | 19  | 16  | 20  | 18  | 20  | Ret | INJ | INJ | 21  | 19  | 19  | 16  | 19  | 18  | 19  | 15  | INJ | INJ | INJ | INJ | INJ | INJ |     |     |     |     |     |     |     |     |     |     |     |     |     |     |     |     |     |     | 1    |
| 27   | Aleix Espargaró       | Honda   | Honda HRC Castrol                 |     |     |     |     |     |     |     |     |     |     |     |     |     |     |     |     |     |     | 18  | 16  |     |     |     |     |     |     |     |     |     |     |     |     |     |     |     |     |     |     |     |     |     |     |     |     | 0    |
| 27   | Aleix Espargaró       | Honda   | HRC Test Team                     |     |     |     |     |     |     |     |     | 18  | 17  |     |     | 17  | Ret |     |     |     |     |     |     |     |     |     |     |     |     |     |     |     |     |     |     |     |     |     |     |     |     |     |     |     |     |     |     | 0    |
| Pos. | Piloto                | Moto    | Equipo                            | THA | THA | ARG | ARG | AME | AME | QAT | QAT | SPA | SPA | FRA | FRA | GBR | GBR | ARA | ARA | ITA | ITA | NED | NED | GER | GER | CZE | CZE | AUT | AUT | HUN | HUN | CAT | CAT | RSM | RSM | JPN | JPN | INA | INA | AUS | AUS | MAL | MAL | POR | POR | VAL | VAL | Pts. |

| Color     | Resultado                                                               |
| --------- | ----------------------------------------------------------------------- |
| Oro       | Ganador                                                                 |
| Plata     | 2.ª plaza                                                               |
| Bronce    | 3.ª plaza                                                               |
| Verde     | Finalizó en los puntos                                                  |
| Azul      | Finalizó sin puntos                                                     |
| Azul      | NC - No clasificado                                                     |
| Violeta   | Ret - No terminó (Carrera)                                              |
| Rojo      | DNQ - No se clasificó                                                   |
| Negro     | DSQ - Descalificado                                                     |
| Blanco    | DNS - No empezó (carrera)                                               |
| Blanco    | WD - Retirado (fin de semana)                                           |
| Blanco    | C - Carrera cancelada                                                   |
| Sin color | DNP - Inscrito pero no participó                                        |
| Sin color | INJ - Lesionado                                                         |
| Sin color | EX - Excluido                                                           |
| Estado    | Resultado                                                               |
| Negrita   | Pole position                                                           |
| Cursiva   | Vuelta rápida                                                           |
| †         | Abandona, pero clasifica al completar el porcentaje requerido para ello |

### Campeonato de Pilotos Independientes
| Pos. | N.° | Piloto                | Moto    | Ptos. |
| ---- | --- | --------------------- | ------- | ----- |
| 1    | 73  | Álex Márquez          | Ducati  | 276   |
| 2    | 21  | Franco Morbidelli     | Ducati  | 144   |
| 3    | 49  | Fabio Di Giannantonio | Ducati  | 144   |
| 4    | 54  | Fermín Aldeguer       | Ducati  | 121   |
| 5    | 5   | Johann Zarco          | Honda   | 114   |
| 6    | 25  | Raúl Fernández        | Aprilia | 73    |
| 7    | 12  | Maverick Viñales      | KTM     | 69    |
| 8    | 23  | Enea Bastianini       | KTM     | 63    |
| 9    | 79  | Ai Ogura              | Aprilia | 53    |
| 10   | 43  | Jack Miller           | Yamaha  | 52    |
| 11   | 88  | Miguel Oliveira       | Yamaha  | 6     |
| 12   | 35  | Somkiat Chantra       | Honda   | 1     |
| Pos. | N.° | Piloto                | Moto    | Ptos. |

### Campeonato de Novatos
| Pos. | N.° | Piloto          | Moto    | Ptos. |
| ---- | --- | --------------- | ------- | ----- |
| 1    | 54  | Fermín Aldeguer | Ducati  | 121   |
| 2    | 79  | Ai Ogura        | Aprilia | 53    |
| 3    | 35  | Somkiat Chantra | Honda   | 1     |
| Pos. | N.° | Piloto          | Moto    | Ptos. |

### BMW M Award
| Pos. | N.° | Piloto                | Moto    | THA | ARG | AME | QAT | SPA | FRA | GBR | ARA | ITA | NED | GER | CZE | AUT | HUN | CAT | RSM | JPN | INA | AUS | MAL | POR | VAL | Ptos. |
| ---- | --- | --------------------- | ------- | --- | --- | --- | --- | --- | --- | --- | --- | --- | --- | --- | --- | --- | --- | --- | --- | --- | --- | --- | --- | --- | --- | ----- |
| 1    | 93  | Marc Márquez          | Ducati  | 1   | 1   | 1   | 1   | 2   | 2   | 4   | 1   | 1   | 4   | 1   | 2   | 4   |     |     |     |     |     |     |     |     |     | 274   |
| 2    | 73  | Álex Márquez          | Ducati  | 2   | 2   | 3   | 2   | 4   | 3   | 2   | 2   | 3   | 3   | 6   | 8   | 2   |     |     |     |     |     |     |     |     |     | 215   |
| 3    | 63  | Francesco Bagnaia     | Ducati  | 3   | 4   | 6   | 11  | 3   | 6   | 3   | 4   | 2   | 2   | 11  | 1   | 3   |     |     |     |     |     |     |     |     |     | 185   |
| 4    | 20  | Fabio Quartararo      | Yamaha  | 10  | 7   | 11  | 3   | 1   | 1   | 1   | 9   | 4   | 1   | 7   | 3   | 16  |     |     |     |     |     |     |     |     |     | 181   |
| 5    | 21  | Franco Morbidelli     | Ducati  | 6   | 8   | 5   | 4   | 5   | 9   | 10  | 3   | 6   | 6   | 4   |     | 8   |     |     |     |     |     |     |     |     |     | 123   |
| 6    | 72  | Marco Bezzecchi       | Aprilia | 9   | 9   | 13  | 13  | 11  | 7   | 11  | 20  | 10  | 5   | 3   | 4   | 1   |     |     |     |     |     |     |     |     |     | 110   |
| 7    | 37  | Pedro Acosta          | KTM     | 7   | 5   | 4   | 12  | 12  | 12  | 14  | 5   | 8   | 9   | 5   | 7   | 7   |     |     |     |     |     |     |     |     |     | 102   |
| 8    | 49  | Fabio Di Giannantonio | Ducati  | 13  | 6   | 2   | 5   | 8   | 17  | 7   | 10  | 7   | 8   | 8   | 13  | 15  |     |     |     |     |     |     |     |     |     | 96    |
| 9    | 5   | Johann Zarco          | Honda   | 12  | 3   | 15  | 7   | 10  | 8   | 9   | 12  | 14  | 12  | 2   | 9   | 12  |     |     |     |     |     |     |     |     |     | 89    |
| 10   | 54  | Fermín Aldeguer       | Ducati  | 15  | 14  | 12  | 8   | 7   | 4   | 5   | 7   | 12  | 7   | 14  | 18  | 6   |     |     |     |     |     |     |     |     |     | 82    |
| 11   | 12  | Maverick Viñales      | KTM     | 18  | 20  | 10  | 6   | 6   | 5   | 18  | 8   | 5   | 10  | 12  |     | 21  |     |     |     |     |     |     |     |     |     | 66    |
| 12   | 43  | Jack Miller           | Yamaha  | 4   | 13  | 9   | 16  | 14  | 8   | 6   | 14  | 13  | 14  | 9   | 10  | 20  |     |     |     |     |     |     |     |     |     | 63    |
| 13   | 36  | Joan Mir              | Honda   | 11  | 10  | 8   | 21  | 9   | 15  | 13  | 11  | 18  | 13  | 17  | 5   | 10  |     |     |     |     |     |     |     |     |     | 55    |
| 14   | 25  | Raúl Fernández        | Aprilia | 8   | 18  | 19  | 17  | 17  | 10  | 16  | 13  | 11  | 11  | 16  | 6   | 9   |     |     |     |     |     |     |     |     |     | 44    |
| 15   | 33  | Brad Binder           | KTM     | 14  | 11  | 16  | 18  | 13  | 13  | 19  | 6   | 15  | 16  | 10  | 19  | 11  |     |     |     |     |     |     |     |     |     | 36    |
| 16   | 42  | Álex Rins             | Yamaha  | 19  | 12  | 14  | 9   | 23  | 14  | 12  | 15  | 9   | 19  | 18  | 15  | 17  |     |     |     |     |     |     |     |     |     | 29    |
| 17   | 10  | Luca Marini           | Honda   | 16  | 16  | 7   | 15  | 16  | 16  | 8   |     |     |     | 15  | 16  | 13  |     |     |     |     |     |     |     |     |     | 23    |
| 18   | 79  | Ai Ogura              | Aprilia | 5   | 15  | 18  | 10  | 15  | 19  | WD  |     | 21  | 20  | 19  | 21  | 19  |     |     |     |     |     |     |     |     |     | 19    |
| 19   | 23  | Enea Bastianini       | KTM     | 20  | 21  | 17  | 20  | 18  | 18  | 17  | 17  | 16  | 17  | WD  | 11  | 5   |     |     |     |     |     |     |     |     |     | 16    |
| 20   | 1   | Jorge Martín          | Aprilia |     |     |     | 14  |     |     |     |     |     |     |     | 12  | 14  |     |     |     |     |     |     |     |     |     | 8     |
| 21   | 88  | Miguel Oliveira       | Yamaha  | 17  | 17  |     |     |     | 20  | 15  | 16  | 17  | 18  | 13  | 17  | 18  |     |     |     |     |     |     |     |     |     | 4     |
| 22   | 35  | Somkiat Chantra       | Honda   | 21  | 19  | 21  | 22  | 21  |     | 22  | 21  | 22  | 22  |     |     |     |     |     |     |     |     |     |     |     |     | NC    |
| Pos. | N.° | Piloto                | Moto    | THA | ARG | AME | QAT | SPA | FRA | GBR | ARA | ITA | NED | GER | CZE | AUT | HUN | CAT | RSM | JPN | INA | AUS | MAL | POR | VAL | Ptos. |

### Campeonato de constructores
| Pos. | Constructor | THA | ARG | AME | QAT | SPA | FRA | GBR | ARA | ITA | NED | GER  | CZE | AUT | HUN | CAT | RSM | JPN | INA | AUS | MAL | POR | VAL | Ptos. |
| ---- | ----------- | --- | --- | --- | --- | --- | --- | --- | --- | --- | --- | ---- | --- | --- | --- | --- | --- | --- | --- | --- | --- | --- | --- | ----- |
| 1    | Ducati      | 1   | 1   | 1   | 1   | 1   | 21  | 31  | 1   | 1   | 1   | 1    | 1   | 1   |     |     |     |     |     |     |     |     |     | 467   |
| 2    | Aprilia     | 54  | 156 | 69  | 97  | 8   | 9   | 14  | 8   | 56  | 23  | Ret2 | 24  | 34  |     |     |     |     |     |     |     |     |     | 209   |
| 3    | KTM         | 86  | 79  | 7   | 8   | 47  | 45  | 68  | 45  | 84  | 46  | 76   | 32  | 43  |     |     |     |     |     |     |     |     |     | 195   |
| 4    | Honda       | 79  | 64  | 8   | 4   | 109 | 16  | 25  | 7   | 11  | 12  | 67   | 128 | 69  |     |     |     |     |     |     |     |     |     | 158   |
| 5    | Yamaha      | 117 | 12  | 56  | 75  | 2   | 124 | 137 | 12  | 13  | 10  | 43   | 65  | 15  |     |     |     |     |     |     |     |     |     | 134   |
| Pos. | Constructor | THA | ARG | AME | QAT | SPA | FRA | GBR | ARA | ITA | NED | GER  | CZE | AUT | HUN | CAT | RSM | JPN | INA | AUS | MAL | POR | VAL | Ptos. |

### Campeonato de equipos
| Pos. | Equipo                            | N.º | THA  | ARG  | AME  | QAT | SPA  | FRA  | GBR  | ARA  | ITA  | NED  | GER  | CZE  | AUT  | HUN | CAT | RSM | JPN | INA | AUS | MAL | POR | VAL | Ptos. |
| ---- | --------------------------------- | --- | ---- | ---- | ---- | --- | ---- | ---- | ---- | ---- | ---- | ---- | ---- | ---- | ---- | --- | --- | --- | --- | --- | --- | --- | --- | --- | ----- |
| 1    | Ducati Lenovo Team                | 63  | 3    | 43   | 13   | 28  | 3    | 16   | Ret6 | 3    | 43   | 35   | 3    | 47   | 8    |     |     |     |     |     |     |     |     |     | 639   |
| 1    | Ducati Lenovo Team                | 93  | 1    | 1    | Ret1 | 1   | 121  | 21   | 32   | 1    | 1    | 1    | 1    | 1    | 1    |     |     |     |     |     |     |     |     |     | 639   |
| 2    | BK8 Gresini Racing MotoGP         | 54  | 13   | 16   | Ret  | 54  | Ret5 | 3    | 8    | 63   | 129  | Ret7 | 5    | 11   | 26   |     |     |     |     |     |     |     |     |     | 397   |
| 2    | BK8 Gresini Racing MotoGP         | 73  | 2    | 2    | 2    | 62  | 1    | Ret2 | 51   | 2    | 2    | Ret2 | 28   | Ret  | 102  |     |     |     |     |     |     |     |     |     | 397   |
| 3    | Pertamina Enduro VR46 Racing Team | 21  | 45   | 37   | 45   | 3   | Ret4 | 15   | 4    | 54   | 67   | 78   | DNS  | INJ  | 11   |     |     |     |     |     |     |     |     |     | 288   |
| 3    | Pertamina Enduro VR46 Racing Team | 49  | 10   | 5    | 34   | 166 | 56   | 87   | 93   | 96   | 35   | 64   | Ret4 | 16   | Ret8 |     |     |     |     |     |     |     |     |     | 288   |
| 4    | Red Bull KTM Factory Racing       | 33  | 8    | 7    | Ret  | 13  | 6    | Ret  | 14   | Ret9 | 9    | 11   | 76   | 8    | 75   |     |     |     |     |     |     |     |     |     | 226   |
| 4    | Red Bull KTM Factory Racing       | 37  | 196  | 89   | Ret7 | 8   | 7    | 4    | 68   | 45   | 8    | 49   | Ret9 | 32   | 43   |     |     |     |     |     |     |     |     |     | 226   |
| 5    | Aprilia Racing                    | 1   | INJ  | INJ  | INJ  | Ret | INJ  | INJ  | INJ  | INJ  | INJ  | INJ  | INJ  | 9    | Ret  |     |     |     |     |     |     |     |     |     | 195   |
| 5    | Aprilia Racing                    | 32  | 20   | DNS  | 15   |     | 18   | 9    | 18   | 17   | 17   | 17   | Ret  |      |      |     |     |     |     |     |     |     |     |     | 195   |
| 5    | Aprilia Racing                    | 72  | 6    | Ret6 | 6    | 9   | 148  | 14   | 14   | 8    | 56   | 2    | Ret2 | 24   | 34   |     |     |     |     |     |     |     |     |     | 195   |
| 6    | Monster Energy Yamaha MotoGP      | 20  | 157  | 14   | 106  | 75  | 2    | Ret4 | Ret7 | Ret  | 14   | 10   | 43   | 65   | 15   |     |     |     |     |     |     |     |     |     | 145   |
| 6    | Monster Energy Yamaha MotoGP      | 42  | 16   | 11   | 11   | 12  | 13   | 128  | 13   | 11   | 15   | 13   | 10   | 15   | 16   |     |     |     |     |     |     |     |     |     | 145   |
| 7    | Red Bull KTM Tech3                | 12  | 16   | 12   | 14   | 14  | 47   | 5    | 11   | 187  | Ret4 | 56   | DNS  | INJ  | WD   |     |     |     |     |     |     |     |     |     | 140   |
| 7    | Red Bull KTM Tech3                | 23  | 9    | 17   | 7    | 11  | 9    | 13   | 17   | 12   | Ret  | 9    | WD   | Ret3 | 57   |     |     |     |     |     |     |     |     |     | 140   |
| 7    | Red Bull KTM Tech3                | 44  |      |      |      |     |      |      |      |      |      |      |      | 9    |      |     |     |     |     |     |     |     |     |     | 140   |
| 8    | Trackhouse MotoGP Team            | 25  | Ret  | 15   | 12   | 17  | 15   | 7    | 12   | 10   | 78   | 8    | 9    | 56   | 9    |     |     |     |     |     |     |     |     |     | 126   |
| 8    | Trackhouse MotoGP Team            | 79  | 54   | DSQ  | 9    | 157 | 8    | 10   | WD   | INJ  | 10   | Ret  | Ret  | 14   | 14   |     |     |     |     |     |     |     |     |     | 126   |
| 9    | LCR Honda                         | 5   | 7    | 64   | 17   | 4   | 11   | 16   | 25   | Ret  | Ret  | 12   | Ret7 | 138  | 129  |     |     |     |     |     |     |     |     |     | 115   |
| 9    | LCR Honda                         | 30  |      |      |      |     |      |      |      |      |      |      |      | DNS  |      |     |     |     |     |     |     |     |     |     | 115   |
| 9    | LCR Honda                         | 35  | 18   | 18   | 16   | 18  | Ret  | INJ  | 19   | 16   | 18   | 15   | INJ  | INJ  | INJ  |     |     |     |     |     |     |     |     |     | 115   |
| 10   | Honda HRC Castrol                 | 10  | 14   | 10   | 8    | 10  | 10   | 11   | 15   | INJ  | INJ  | INJ  | 6    | 12   | 13   |     |     |     |     |     |     |     |     |     | 97    |
| 10   | Honda HRC Castrol                 | 30  |      |      |      |     |      |      |      |      | 16   |      |      |      |      |     |     |     |     |     |     |     |     |     | 97    |
| 10   | Honda HRC Castrol                 | 36  | Ret9 | 98   | Ret  | Ret | Ret9 | Ret9 | 10   | 7    | 11   | Ret  | Ret  | Ret  | 6    |     |     |     |     |     |     |     |     |     | 97    |
| 10   | Honda HRC Castrol                 | 41  |      |      |      |     |      |      |      |      |      | 16   |      |      |      |     |     |     |     |     |     |     |     |     | 97    |
| 11   | Prima Pramac Yamaha               | 7   |      |      | 13   | 18  | 16   |      |      |      |      |      |      |      |      |     |     |     |     |     |     |     |     |     | 61    |
| 11   | Prima Pramac Yamaha               | 43  | 11   | 13   | 5    | Ret | Ret  | Ret  | 79   | 14   | Ret  | 14   | 85   | 10   | 18   |     |     |     |     |     |     |     |     |     | 61    |
| 11   | Prima Pramac Yamaha               | 88  | 14   | DNS  | INJ  | INJ | INJ  | Ret  | 16   | 15   | 13   | Ret  | Ret  | 17   | 17   |     |     |     |     |     |     |     |     |     | 61    |
| Pos. | Equipo                            | N.º | THA  | ARG  | AME  | QAT | SPA  | FRA  | GBR  | ARA  | ITA  | NED  | GER  | CZE  | AUT  | HUN | CAT | RSM | JPN | INA | AUS | MAL | POR | VAL | Ptos. |

### Campeonato de Equipos Independientes
| Pos. | Equipo                            | Ptos. |
| ---- | --------------------------------- | ----- |
| 1    | BK8 Gresini Racing MotoGP         | 397   |
| 2    | Pertamina Enduro VR46 Racing Team | 288   |
| 3    | Red Bull KTM Tech3                | 132   |
| 4    | Trackhouse MotoGP Team            | 126   |
| 5    | LCR Honda                         | 115   |
| 6    | Prima Pramac Yamaha               | 61    |
| Pos. | Equipo                            | Ptos. |